# 新田義貞
新田 義貞（にった よしさだ）は、鎌倉時代後期から南北朝時代にかけての御家人・武将。本姓名は源 義貞（みなもと の よしさだ）。河内源氏義国流新田氏本宗家の8代目棟梁。父は新田朝氏、母は、現在の石川県の徳田家出身。官位は正四位下、左近衛中将。明治15年（1882年）8月7日贈正一位。建武の元勲の1人。

## 概要
上野国新田荘の御家人であったが、元弘の乱（1331年 - 1333年）で後醍醐天皇に呼応して、足利高氏の名代・足利千寿王（後の足利義詮）を総大将とする鎌倉討伐軍に参加する。義貞の軍はいち早く鎌倉に侵攻し、東勝寺合戦で鎌倉幕府・北条得宗家を滅ぼすという軍功を立てた。
後醍醐天皇による建武の新政樹立の立役者の一人となった。しかし、建武の新政樹立後、同じく倒幕の貢献者の一人である足利尊氏と対立し、尊氏と後醍醐天皇との間で建武の乱が発生すると、後醍醐天皇により事実上の官軍総大将に任命される。各地で転戦したものの、箱根や湊川での合戦で敗北し、のちに後醍醐天皇の息子の恒良親王、尊良親王を奉じて北陸に赴き、越前国を拠点として活動するが、最期は越前藤島で戦死した。東国の一御家人から始まり、鎌倉幕府を滅ぼして中央へと進出し、その功績から来る重圧に耐えながらも南朝の総大将として忠節を尽くし続けた生涯だった。
軍記物語『太平記』等でその活躍が描かれ、楠木正成に次ぐ南朝の武将として顕彰された。

## 生涯

### 元弘の乱以前

#### 出生と元服

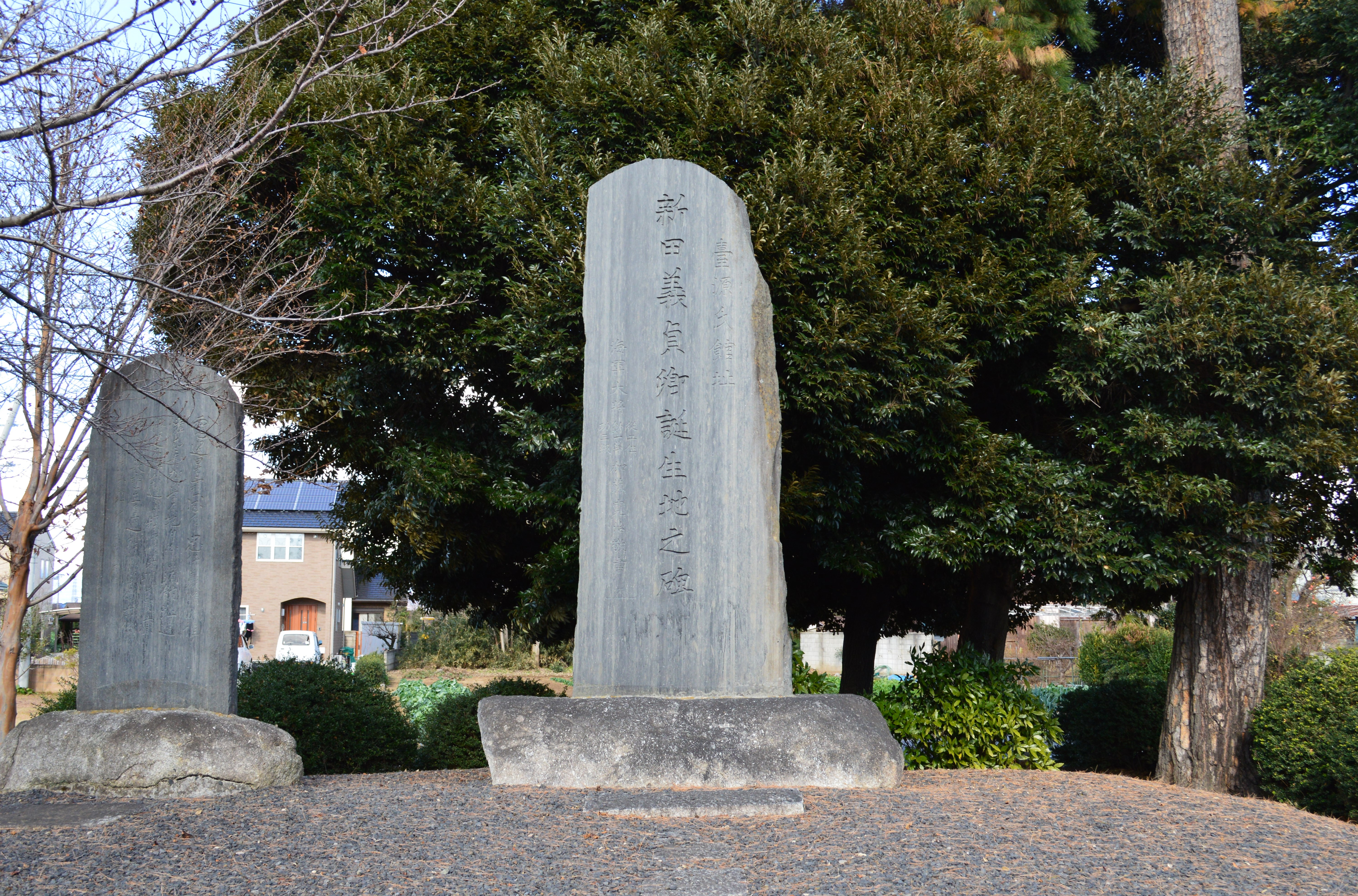
新田義貞誕生地碑
（誕生候補地の1つの群馬県太田市由良町）

義貞は新田氏宗家の7代当主・新田朝氏の嫡男として生まれた。生年については判然としていない。藤島で戦死した際、37 - 40歳であったといわれ、生年は正安3年（1301年）前後と考えられている。辻善之助は37歳没、峰岸純夫は弟・脇屋義助との関係から39歳没説を採用している。
また、『新田正伝記』、『新田族譜』、『里見系図』などの史料は、義貞が同族の里見氏からの養子であることを示唆している。義貞養子説は有力な見解とされているが、十全な確実性には欠けている。
義貞が生まれた鎌倉末期までの新田氏は、清和源氏たる河内源氏の一流であったものの、頼朝の時代から近親として優遇され、北条氏と婚姻関係を結んできた名門としてその名を全国に知られた足利氏に比べ、名声も官位も領地の規模や幕府内の地位もはるかに劣ったばかりでなく、その差は広がるばかりであった（後述）。ただし、対立していたわけではなく、鎌倉時代を通して婚姻関係もあり、また、失態の処理の融通などから後期には新田氏は足利氏に対して従属関係にあり、建武の乱以前の義貞は尊氏の指揮下の一部将であったとする研究もある。また、近年では「新田氏本宗家」「新田氏一門」という概念自体が『太平記』によって作り出されたフィクションであり、新田家は創設（初代新田義重）以来、足利家を宗家とする庶家の1つに過ぎなかったとする谷口雄太の見解も出されている。
義貞の出生地には、
- 新田郡宝泉村由良（太田市宝泉地区）：『新田義貞正伝』より
- 新田郡生品村反町館（太田市新田地区）：『新田氏根本資料』「筑後佐田・新田氏系図」より
- 碓氷郡里見郷（高崎市榛名地区）：『新田正伝記』「里見氏系譜」より

の3説がある。しかし、いずれも特定できる資料とは言えず定説には至っていない。
義貞の少年時代については、現存する史料に乏しく、検証は難しい。義貞の育った上野国新田荘（現在の群馬県太田市周辺）は、気象の変化が激越で、夏は夕立による雷鳴の轟きと集中豪雨がすさまじく、冬は強烈な空っ風が吹き荒れる風土であった。また扇状地の扇央部分には灌木、草木が繁茂した広漠な荒地が広がっていて、新田一族が弓術などの武芸を鍛錬する練習場となっており、笠懸野という地名で呼ばれていた。義貞はそのような風土の中で、笠懸野で弓馬といった武芸の研鑚を積み、利根川で水練に励みながら強靭に育っていったと考えられている。また、気象変化に富む新田荘での生活が、義貞の激しい気性と義理人情に厚い性格を形成したとされる。
正和3年（1314年）、13歳で元服したことが『筑後佐田系図』に示されているが、この史料は信頼性に乏しいとされる。文保2年（1318年）には、義貞が長楽寺再建のため、私領の一部を売却していることが文書に記述されていることや、その際に花押を使用していることから、少なくともこの年以前には元服していたと考えられる。
新田政義が足利義氏の娘を娶って以降、新田氏は代々足利氏当主を烏帽子親として擬制的親子関係を結んだと考えられ、新田氏の当主（政氏・基氏・朝氏）は足利家の通字である「氏」を偏諱として受けており、“義貞” の名前に「氏」が付かないのは、足利宗家を継承しながらも数年で没したとされる足利高義（尊氏の異母兄）が当主の時期に元服して、その偏諱である「義」を与えられたからだと考えられている。また、義貞の烏帽子親と推定される足利高義は正和4年（1315年）ごろに足利氏の家督を継いで（「鶴岡両界壇供僧次第」）、文保元年（1317年）に死去したとされているため、このことも義貞の元服時期を推定する根拠となる。

#### 家督継承と世良田宿の掌握
文保2年（1318年）1月2日、父の朝氏が45歳で死去したことにより、義貞が新田氏宗家の家督を継承し、8代当主となった。
だが、義貞が家督を継承したころの新田宗家の地位は低かった。新田氏（上野源氏）はもともと河内源氏3代目である源義家の三男・義国の長子である新田義重に始まり、広大な新田荘を開発していたが、義貞の代には新田氏の領地は新田荘60郷のうちわずか数郷を所有していたに過ぎず、義貞自身も無位無官で日の目を見ない存在であった。加えて、足利氏と比べると、新田氏は北条得宗家との関係が険悪で、鎌倉幕府から冷遇されていた。文保2年（1318年）10月に義貞が長楽寺再建のため、所領の一部を売却した際の書状が残っているが、それに対して12月に幕府が発給した安堵状には、売主が新田「貞義」と誤記されており、幕府での新田氏の地位の低さを表している。
世良田満義や大舘家氏など、新田一門の面々も義貞同様に所領の一部を売却していた。本来であれば、手続きの折は宗家の承諾を得なければならないところだが、宗家の当主である義貞の承諾があった形跡はない。また、元亨2年（1322年）10月に大舘宗氏（家氏の子）が岩松政経に「一井郷沼水」（市野井湧水）の用水掘を打ち塞いだと訴えられた際には、両者は新田一門であるにもかかわらず義貞を無視して幕府に裁定を仰ぎ、幕府は裁許状を下している。
また、義貞は先述の文保2年（1318年）に長楽寺再建の際に、私領の一部を世良田宿の有徳人である大谷道海の娘・由良孫三郎影長の妻に売却している。大谷道海は北条得宗家ともつながりがあり、かつては単純に新田宗家の経済的衰退と得宗勢力の新田荘への進出の一環として解されてきたが、そもそも一族の世良田氏の菩提寺であっても新田氏とは関係のない長楽寺の再建に関わる必要がない。また、前述のように世良田氏や大舘氏も所領を売却しているが、新田宗家の売却が群を抜いていた。そこで注目されたのは、世良田宿は長楽寺の門前町で交通の要所として当時の北関東屈指の経済都市であったという事実である。当時、長楽寺を庇護していた世良田氏は衰退して長楽寺再建に積極的に関与できる状況ではなく、そこに目をつけた義貞が「売寄進」という方法で世良田の有力者である道海を介在させて長楽寺に寄進を行うことで世良田氏に代わって長楽寺および世良田宿の庇護者となってその経済的権益の掌握を目指したもので、併せて得宗勢力との関係強化を図ったものであったとみられている。新田宗家による世良田宿の支配は近隣の武士に対して排他的なものではなく、世良田宿を彼らの経済活動の場として提供し、保護する「共生」関係を築くことで影響力を強めたと考えられている。また、義貞は得宗被官（御内人）の安東氏から妻を迎えており、世良田宿の掌握による経済力の強化と得宗勢力への積極的な接近を通じて、衰退した新田宗家の勢力回復に乗り出していたと考えられている。

### 元弘の乱

#### 幕府への反抗

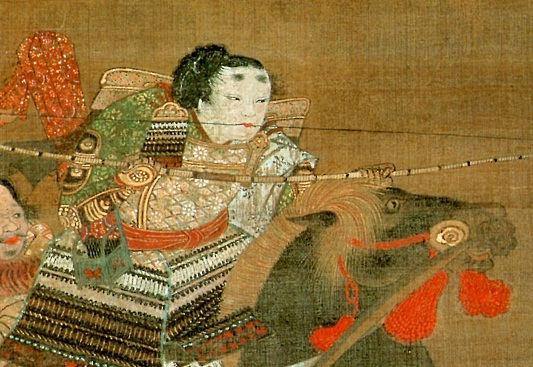
護良親王

元弘元年（1331年）から始まった元弘の乱においては、義貞は大番役として在京していたが、元弘2年/正慶元年（1332年）に河内国で楠木正成の挙兵が起こると幕府の動員命令に応じて、新田一族や里見氏、山名氏といった上野御家人らとともに河内へ正成討伐に向かい、 千早城の戦いに参加している。義貞は河内金剛山の搦手の攻撃に参加していたが、元弘3年/正慶2年（1333年）3月に義貞は病気を理由に無断で新田荘に帰ってしまう。『太平記』には、元弘の乱で出兵中、義貞が執事船田義昌と共に策略を巡らし、護良親王と接触して北条氏打倒の綸旨を受け取っていたという経緯を示している。
奥富敬之は、「護良親王がこの時期河内にいた事は疑わしい」、「文章の体裁が綸旨の形式ではない」などの根拠を提示して、これを作り話であると断定しているが、親王から綸旨を受領したことについては完全に否定はしていない。山本隆志も、『太平記』の記述にある義貞宛の綸旨は体裁が他の綸旨と異なり、創作ではないかと疑義を呈しながらも、当時、他の東国武士にも倒幕を促す綸旨が飛ばされたことから、義貞が実際に綸旨を受け取っていた可能性はあると指摘している。また義貞は後醍醐天皇と護良親王の両者から綸旨を受け取っていたとも言われる。ただし『太平記』には後醍醐天皇が義貞宛に綸旨を発給した記述はなく、綸旨の文章で書かれた令旨であったということになっている。
義貞が幕府に反逆した決定的な要因は、新田荘への帰還後に幕府の徴税の使者との衝突から生じたその殺害と、それに伴う幕府からの所領没収にあった。楠木正成の討伐にあたって、膨大な軍資金が必要となった幕府はその調達のため、富裕税の一種である有徳銭の徴収を命令した。同年4月、新田荘には金沢出雲介親連（幕府引付奉行、北条得宗家の一族、紀氏とする説もある）と黒沼彦四郎（御内人）が西隣の淵名荘から赴いた。金沢と黒沼は「天役」を名目として、6万貫文もの軍資金をわずか5日の間という期限を設けて納入を迫ってきた。幕府がこれだけ高額の軍資金を短期間で納入するよう要請した理由は、新田氏が事実上掌握していた世良田が長楽寺の門前町として殷賑し、富裕な商人が多かったためである。
両者の行動はますます増長し、収奪狼藉の様相を呈してきたため、義貞の館の門前に泣訴してくるものもあった。特に黒沼彦四郎は得宗の権威を笠に着て、傲岸不遜な姿勢をとることが多かった。また、黒沼氏は元々隣接する淵名荘の荘官を務める得宗被官で世良田氏の衰退後に世良田宿に進出していたが、同宿を掌握しつつあった新田宗家との間で一種の「共生」関係に基づいて経済活動に参加していた。だが、黒沼による強引な有徳銭徴収は長年世良田宿で培われてきた新田宗家と黒沼氏ら得宗勢力との「共生」関係を破綻させるには十分であった。また、長楽寺再建の完了時に幕府が楠木合戦の高額な軍資金を要求したことは、多額の再建費用を負担した義貞や世良田の住民にとっても許容しがたい行為であった。そのため、遂に義貞は憤激し、金沢を幽閉し、黒沼を斬り殺した。黒沼の首は世良田の宿に晒された。金沢は船田義昌の縁者であったため助命されたと言われるが、幕府の高官であったため、殺害すると幕府を刺激すると義貞が懸念したとも考えられている。
これに対して、得宗・北条高時は義貞に近い江田行義の所領であった新田荘平塚郷を、挙兵した日である5月8日付で長楽寺に寄進する文書を発給した。これは、徴税の使者を殺害した義貞への報復措置であった。この文書が長楽寺にもたらされたのは義貞出発の数日後であったと考えられている。
そして、間もなく幕府が新田討伐へ軍勢を差し向けるという情報が入った。義貞は得宗被官・安東聖秀の姪を妻としており、彼女を経由して情報を取得したと推測される。
『太平記』巻十「新田義貞謀叛事付天狗催越後勢事」の物語では、義貞は一門・郎党を集め評定を行っていたが、幕府による新田討伐の情報を得るに至り幕府との対決の戦略を講じるようになった。最初は防戦を方針とした消極的な戦略が練られていたが、弟・脇屋義助の演説が一同を奮励し、積極的な戦略へと方針を転換したと描かれる。

#### 挙兵

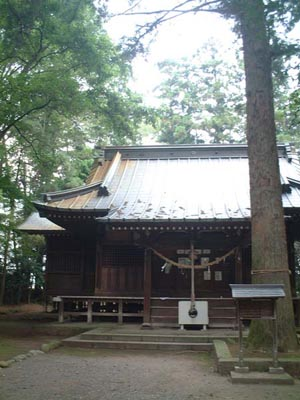
生品明神（生品神社）

5月、義貞はついに挙兵した。挙兵の日時については『太平記』は5月8日、『梅松論』は5月中旬、『神明鏡』は5月5日と記述している。千々和実は、幕府による平塚郷の長楽寺への寄進が5月8日であることを鑑み5月5日説を支持しているが、奥富敬之は徴税使殺害など前後の事象から5月8日説を支持している。山本隆志や峰岸純夫も5月8日説を支持している。
また、『太平記』には挙兵に際して、卯の刻（午前6時ごろ）に義貞はじめ新田一族が新田荘にある生品明神（生品神社）社頭に参集して決起する逸話が描かれている。だが、義貞決起の経緯の記述構成が『太平記』と類似している『神明鏡』には神社で決起する描写がないことから、神社での決起は『太平記』における創作ではないかという指摘がある。この時点で集まった主な面々は、義貞に義助、大舘宗氏とその息子の幸氏・氏明・氏兼、堀口貞満、江田行義、岩松経家、里見義胤、桃井尚義らであった。兵の数はわずか150騎であったが、これは騎馬武者のみを考慮した数であり、徒歩の雑兵も計算に入れると数倍はいたと考えられる。
挙兵した義貞は笠懸野に布陣したとされるが、これは『太平記』『神明鏡』による叙述で、『梅松論』は世良田に打って出たと叙述しており、矛盾が生ずる。しかし、矛盾を指摘した山本隆志は、当時は『笠懸野』が示す範囲が今よりも広く、世良田も笠懸野の一部であったと推量し、史料の齟齬を埋め合わせている。
その日のうちに、義貞はまず生品明神から北方の笠懸野に出て、東山道を通って上野国中央部において幕府方に圧力をかけながら進み、その晩に越後国の里見・鳥山・田中・大井田・羽川といった新田一族ら越後の先発隊2,000騎と利根川で合流した。『太平記』によれば、彼らは山伏から義貞決起の情報を聞かされ馳せ参じたとされる。その後、碓氷川を渡って八幡荘に到着し、越後の後陣、甲斐源氏・信濃源氏の一派などの各地から参集した軍勢5,000騎と合流して、義貞軍は9,000に膨れ上がった。八幡荘に総結集して態勢を整えると、5月9日に義貞は武蔵に向けて出撃した。
さらに、利根川を渡って武蔵国に入る際、鎌倉を脱出してきた足利尊氏の嫡男・千寿王（後の足利義詮）と久米川付近で合流した。千寿王は5月12日に世良田で蜂起し、義貞の軍の後を追っていた。千寿王の手勢は僅かに200であったが、足利尊氏の嫡男と合流したことで義貞の軍に加わろうとする者はさらに増え、各地から兵士が集まり軍勢の規模は膨大なものとなった。その数について『太平記』は20万7,000騎、『梅松論』は20余万騎と言及している。千寿王は鎌倉攻めのもう一人の大将とも言われる存在で、鎌倉攻めの軍勢には、義貞と千寿王、二人の大将がいた。このことから、義貞の挙兵は尊氏の要請に応じて行われたものだと看做す解釈もある。
5月9日、義貞挙兵の報を受けた幕府の評定が鎌倉で行われた。翌5月10日に桜田貞国を総大将、長崎高重、長崎孫四郎左衛門、加治二郎左衛門を副将とする武蔵・上野の幕府軍5万が鎌倉街道の上ノ道より入間川へと向かい、その一方で金沢貞将が上総、下総の軍勢2万を率いて下総の下河辺壮に赴いて新田軍の背後を突く形をとった。

#### 小手指原・分倍河原の戦い

分倍河原駅前の新田義貞像

新田軍は鎌倉街道を進み、10日に桜田貞国率いる３万の幕府軍と入間川を隔てて対峙した。11日朝に川を渡り小手指原（埼玉県所沢市小手指町付近）に達し、幕府軍と衝突する（小手指原の戦い）。幕府軍は義貞が入間川を渡りきる前に迎撃する算段であったが、義貞の方が動きが迅速であった。
両者は遭遇戦の形で合戦におよび、布陣の余裕はなかった。戦闘は30回を越える激戦となった。兵数は幕府軍の方が勝っていたが、同様に幕府へ不満を募らせていた河越高重ら武蔵の御家人の援護を得て新田軍は次第に有利となっていった。日没までに新田軍は300、幕府軍は500ほどの戦死者を出し、両軍共に疲弊し、義貞は入間川まで、一方で幕府軍は久米川まで撤退、共に軍勢を立て直した。
翌日朝、義貞軍8,000が久米川に布陣する幕府軍に奇襲を仕掛けたことで再度戦闘が発生した（久米川の戦い）。桜田貞国は奇襲に対する備えを講じており、奇襲は成功しなかった。幕府軍は鶴翼の陣を敷いて義貞を挟みこむ戦法を採ったが、この戦法を義貞は看破し、戦法にかかったような芝居を見せ、陣を拡散させたため手薄になった本陣を狙い打ちにした。これにより長崎、加治軍は撃破され、桜田貞国は数千の軍勢を纏め、いったん分倍河原まで退却した。
退却した幕府軍は再び分倍河原に布陣し、新田軍との決戦に備えた。先日の敗北により士気が下がっていた幕府軍ではあったが、そこに北条泰家を大将とする新手の軍勢10余万が加わり、士気が大いに高まった。事態を重く見た幕府が新田義貞討伐に本腰を入れた格好になった一方、義貞は幕府側に援軍が加わったことを知らずにいた。5月15日未明、義貞は1万の兵力で突撃を敢行、15万の幕府軍と正面から激突する（分倍河原の戦い）。だが、増援を得て持ち直した幕府軍から一方的に迎撃され、堀兼まで敗走した。本陣が崩れかかる程の危機に瀕し、義貞は自ら数百の手勢を率いて幕府軍の横腹を突いて血路を開き辛うじて撤退した。もし、幕府軍が追撃を行っていたら、義貞の運命も極まっていたかもしれないと指摘されている。しかし、幕府軍は過剰な追撃をせず、撤退する新田軍を静観した。『太平記』には、この合戦における両軍の軍勢の構成や、採用した戦法について、詳らかに記述されている。
敗走した義貞は、退却も検討していた。しかし、堀兼に敗走した日の晩、三浦氏一族の大多和義勝が河村・土肥・渋谷、本間ら相模国の氏族を統率した軍勢8,000騎で義貞に加勢した。大多和氏は北条氏と親しい氏族であったが、北条氏に見切りをつけて義貞に味方した。また義勝は足利一族の高氏から養子に入った人物であり、義勝の行動の背景には足利宗家の意図、命令があったと指摘されている。
大多和義勝の協力を得た義貞は、さらに幕府軍を油断させるため忍びの者を使って大多和義勝が幕府軍に加勢に来るという流言蜚語を飛ばした。翌5月16日早朝、義勝率いる２万の軍勢を先鋒として新田軍は4万の軍勢で一気に分倍河原に押し寄せ、虚報を鵜呑みにして緊張が緩んだ幕府軍に奇襲を仕掛け大勝し、態勢を立て直すことができなくなった北条泰家以下は敗走した。義勝の加勢の背景には、恐らく足利高氏による六波羅探題滅亡の報が到達しており、幕府軍の増援隊の寝返りなどがあったのではないかとも考えられる。いずれにせよ、分倍河原における義貞の勝利はその後の戦局に大きな影響を与えた。

#### 鎌倉への進撃
同日、新田義貞率いる討幕の主力軍9万は多摩川を渡り、幕府の関所である霞ノ関（東京都多摩市関戸）にて北条泰家率いる幕府軍の残存部隊7万と激突。新田軍は新田義貞自らが先陣を切って幕府軍本隊への総攻撃を敢行、短時間で幕府軍を圧倒した。新田軍の猛攻に対し幕府軍は完全に後手に回り、加えて敗戦が濃厚になるや脱走兵が続出、統制が取れなくなって本陣そのものが総崩れとなり、大将の北条泰家も僅かな手勢と共に鎌倉へ逃げ帰る有様だった（関戸の戦い）。この戦いの後、常陸や下野、上総の豪族たちが兵を率いて続々と新田義貞軍に合流、勢いに乗った義貞の軍勢は数十万人規模に膨れ上がり、一気に鎌倉まで攻め上がった。
敗戦に次ぐ敗戦で幕府軍は鎌倉の防備を固め、鎌倉街道を進軍してくる20万の新田義貞軍に対し、金沢貞将を化粧坂に、大仏貞直を極楽寺坂切通しに、北条守時を洲崎（小袋坂、巨福呂坂切通し）にそれぞれを配置した。さらにどの方面にも援軍がすぐ駆けつけられるよう、鎌倉中に兵を配置していた。
5月17日に関戸に一日逗留して体勢を立て直した義貞は、部隊を三隊に分割した。義貞の本隊が化粧坂（）切通し、大舘宗氏と江田行義の部隊が極楽寺坂切通し方面から、堀口貞満・大島守之の部隊が巨福呂坂切通しから鎌倉を総攻撃する手はずをと整えた。
5月18日明朝、義貞は村岡・藤沢・片瀬・腰越・十間坂などの50余ヶ所に放火し、三方から攻め入った。しかし、天険に守られた鎌倉の守備は盤石で、部隊を三つに分けての攻撃はいずれも失敗し、一つの部隊も突破することができなかった。極楽寺坂切通しを攻撃していた大舘宗氏は波打ち際を突破して鎌倉への進路を打開しようとし、成功はしたものの大仏貞直の迎撃によって討死した。とはいえ、同日晩までに洲崎方面の戦闘において、新田勢の堀口貞満と交戦していた北条守時は既に自害していた。
一方、大舘宗氏の戦死によって極楽寺坂方面での指揮系統が失われたため、5月20日に義貞は化粧坂攻撃の指揮を弟・脇屋義助に委任し、本陣を極楽寺坂西北の聖服寺の谷に移し、指揮を執った。

#### 稲村ヶ崎突破と鎌倉攻略

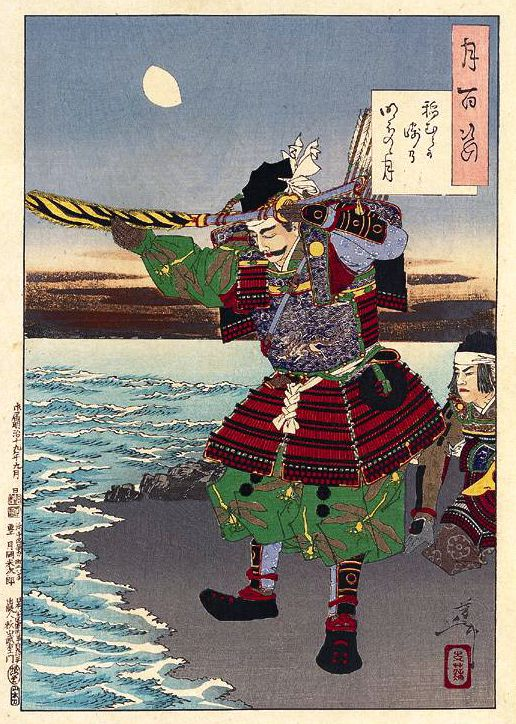
太刀を海に投じる新田義貞（月岡芳年画）

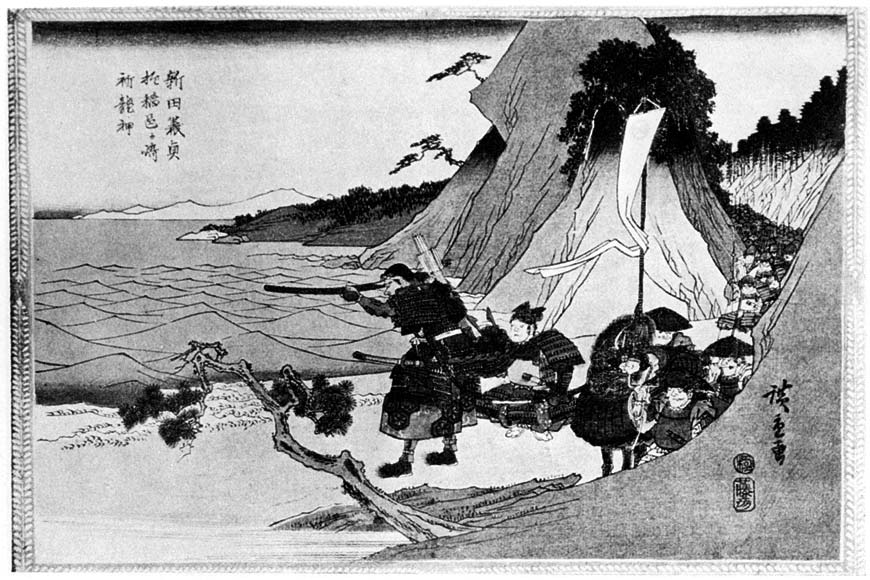
新田義貞と稲村ヶ崎（歌川広重画）

5月20日夜半、義貞は極楽寺坂方面の援軍として、稲村ヶ崎へと駆け付けた。幕府側の防備は万全の状態で、稲村ヶ崎の断崖下の狭い通路は逆茂木が、海には軍船がそれぞれ配置され、通行する軍勢を射抜けるようになっていた。加えて18日に大舘宗氏が稲村ヶ崎突入に成功したことで、再度の侵入を防ぐためにさらにその防備は厳重となっていた。しかし、5月21未明、義貞率いる軍勢は稲村ヶ崎の突破に成功した。天文学者小川清彦によると、当日の干潮は午前4時15分であり、新田軍はこのころに突入を敢行したと考られている。
現在、稲村ヶ崎突破については、干潮を利用して進軍したという認識が広く浸透している。徒渉説は峰岸純夫、山本隆志、大森金五郎らが支持している。『太平記』では、義貞が黄金作りの太刀を海に投じた所、龍神が呼応して潮が引く「奇蹟」が起こったという話が挿入されている。『梅松論』も、義貞の太刀投げにこそ言及していないが、同様に「奇蹟」が起こったことを記述している。龍神が潮を引かせた、という話は脚色とみなされているが、義貞の徒渉とそれに付随した伝説には、様々な解釈がある。山本は太刀投下、龍神祈誓は虚構であろうと述べている。
5月21日の未明に稲村ヶ崎で干潮が生じたことは小川清彦の検証によって証明されている。また義貞自身が幕府御家人として鎌倉に度々在住しており、干潮について把握していた可能性が指摘されている。一方で、稲村ヶ崎を守備する幕府軍も、当然そのことは知悉し、手配していたと考えられる。峰岸純夫は『太平記』や『梅松論』の「不思議」「神仏の加護」という記述から、突発的な地殻変動や地震といった自然現象が起こり、幕府軍の想像を絶する大規模な干潟が出現したのではないかと推量した。
久米邦武は稲村ヶ崎徒渉を虚偽であると断定した。久米は、『和田系図裏書』に所収されている軍忠状を援用して、河内の武士三木俊連が霊山をよじ登り、背後から幕府軍を奇襲し、義貞らが鎌倉に突入する道を開いた、という見解を示した。これに影響を受け、三上参次も干潮虚構説を支持した。 高柳光寿は、『梅松論』にある「石高く道細し」という記述に着目して、干潟を通ったのではなく、山道を通って鎌倉に突入したと解釈した。
また、石井進は、小川清彦の計算記録と当時の古記録との照合から、新田軍の稲村ヶ崎越えおよび鎌倉攻撃開始を干潮であった5月18日午後とするのが妥当であり、『太平記』が日付を誤って記しているとする見解を平成5年（1993年）に発表している。
いずれにせよ、稲村ヶ崎を突破した義貞の軍勢は稲生川付近の民家に火を放ち、由比ヶ浜における激戦を繰り広げた（由比ヶ浜の戦い）。新田軍10万は鎌倉へ一気に乱入し、幕府軍を前後から挟み撃ちにして徹底的に壊滅させ、鎌倉を蹂躙した。最後の戦場は葛西谷にある北条一族菩提寺の東勝寺に推移し、長崎思元・大仏貞直・金沢貞将らの奮戦むなしく、5月22日に北条高時らは自害（東勝寺合戦）、鎌倉幕府は滅亡した。5月の生品明神における挙兵からじつに半月という迅速さであった。
『太平記』は、幕府滅亡にあたって、義貞と舅の安東聖秀の逸話を収録している。それによると、義貞の妻は、父である聖秀に勧告状を贈ったが、これを受け取った聖秀は「娘の真意であったとしても、義貞が真の勇士であれば、このようなことをすべきではない」と、憤然としてその書状で太刀を握り、割腹して果てたという。聖秀は鎌倉幕府得宗被官であった安東蓮聖の一族と言われ、義貞が得宗被官との間にパイプを持っていたことを示唆している。またこの逸話について、聖秀という人物が実在したかどうかは不明とされているが、義貞の妻が得宗被官の安東氏の血縁であったことは史料から確実とされている。『太平記』は義貞を勇将として描く一方、義貞に親族の縁を利用して敵を懐柔する狡猾な一面があったことを指摘するためにこのような逸話を収録したとされる。

### 建武の新政

#### 鎌倉占拠後における足利氏との確執

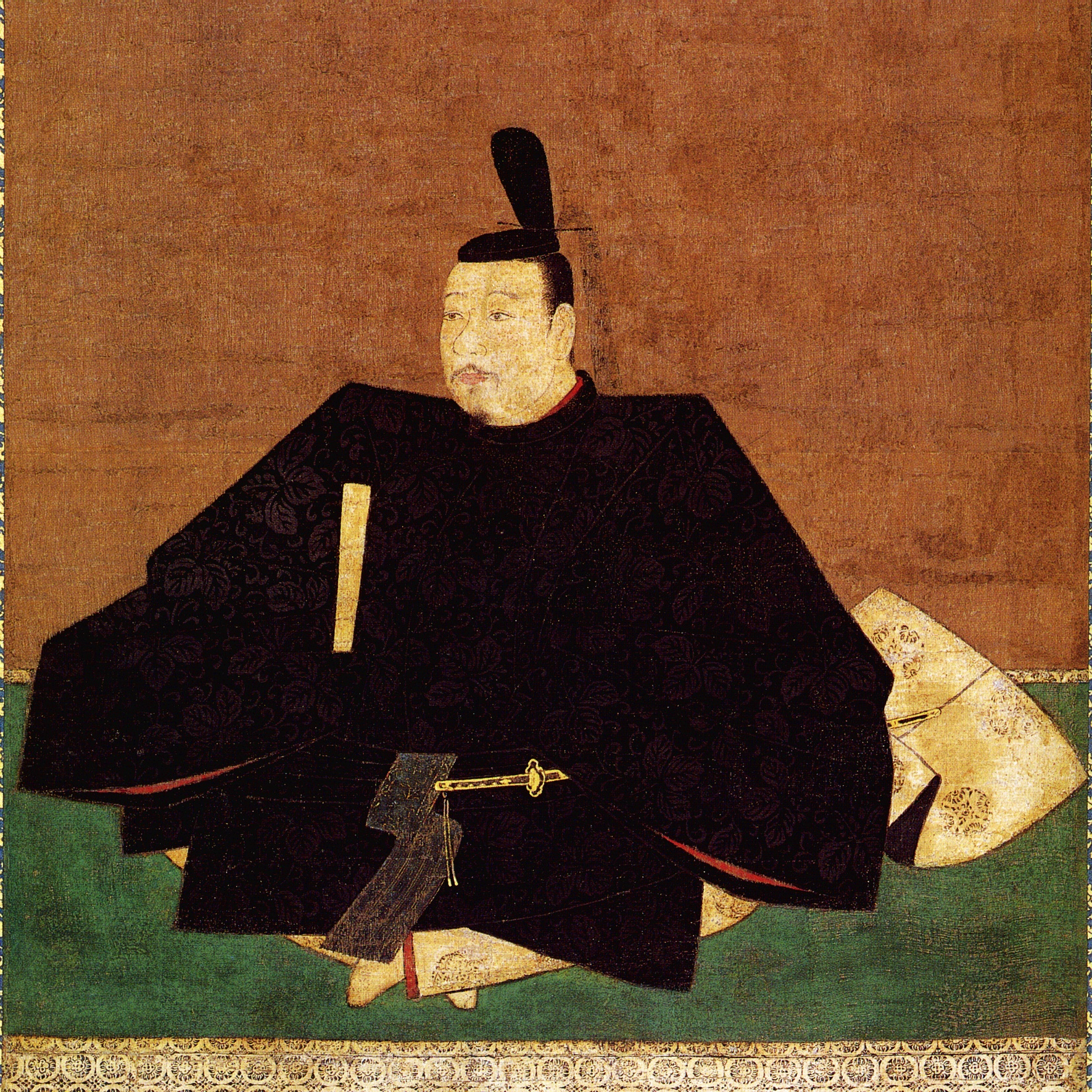
足利尊氏像（浄土寺蔵）

鎌倉を陥落させた義貞は、勝長寿院に本陣を敷いた。一方、足利千寿王は二階堂永福寺に布陣した。鎌倉陥落後ほどなくして、義貞は後醍醐天皇に幕府を打倒した旨を伝える使者を送ったという説もある。
鎌倉を占拠してしばらく、義貞は戦後処理に奔走した。各々の武将が義貞へ軍忠状、着到状を提出し、義貞はそれに対して証判を書いた。諸将への宿の割り当てや、兵卒の喧嘩の仲裁、北条残党の追捕にも尽力した。5月28日には執事船田義昌が高時の嫡男北条邦時を捕らえ、翌日に斬首している。
7月に入ると、義貞に矢継ぎ早に提出されていた軍忠状、着到状が突然途絶える。後醍醐天皇が京都に潜幸し、論功行賞が行われることを知った諸将が、次々と上洛してしまったためであった。更に、無官の新田小太郎であった義貞よりは、従五位上治部大輔であった足利尊氏の方が武士の人気が高く、武士達は義貞の下ではなく尊氏の子である千寿王の下へ集った。尊氏が鎌倉陥落に先んじて京都を制圧したという功績も、武士達の尊氏への評価を高める要因となった。他にも、大多和義勝など、足利と関わり深い武士達が目立つ武勲を挙げたことなどもあり、武士達は新田よりは足利へと接近していった。尊氏は我が子を支援するため、細川和氏・頼春・師氏の三兄弟を派遣した。鎌倉では、新田と足利が、互いに手柄を争って角逐する情勢を呈してきた。
『梅松論』は、義貞が細川三兄弟と諍いを起こし、鎌倉を去って上洛するまでの経緯を記述している。鎌倉の街中で武士同士の騒擾が起こった。それを鎮圧した細川三兄弟は、騒動を起こした原因は義貞にあると判断し、義貞を詰問した。義貞は陳弁し、起請文を提出した。事態が収束して程なく、義貞は軍勢を引き連れ鎌倉を去り、上洛したというのが、梅松論が伝える義貞上洛の顛末である。
奥富敬之は、義貞はこの騒動のために鎌倉に逗留したくてもいられなくなってしまい上洛した、峰岸純夫は義貞が対立の激化を回避するために譲歩して鎌倉を去ったと指摘する。だが、『梅松論』は足利寄りの記述が多いため、尊氏を擁護するための潤色と推測される。また、鎌倉で起こった騒擾については検証できる一次史料は存在しない。森茂暁は、『梅松論』におけるこの騒動とそれに伴う義貞に起請文提出と鎌倉退去について、鎌倉攻めの戦功著しいはずの義貞が、簡単に鎌倉を退去してしまったのは、鎌倉を落とした軍功が義貞よりも尊氏に依拠するところが大きかった証であると言及している。田中大喜は従来の研究が新田政義の失脚以来、新田氏嫡流が足利氏嫡流に従属してきた事実を無視して、義貞と尊氏が最初からライバルであったとすること自体に問題があり、『梅松論』の記事も単に義貞に疑いがかかったという話でしかなく、実際には尊氏の一配下同然であった義貞は尊氏に対抗するような状況にはなかったとする。
契機こそ定かではないが、元弘3年（1333年）6月、義貞は鎌倉を去り、上洛した。義貞が鎌倉を去ったことで、鎌倉は事実上足利が統治することになり、影響力を浸透させやすい土壌が鎌倉に形成された。これは武家政権である幕府再興の伏線の一つともなった。

#### 建武政権下の義貞

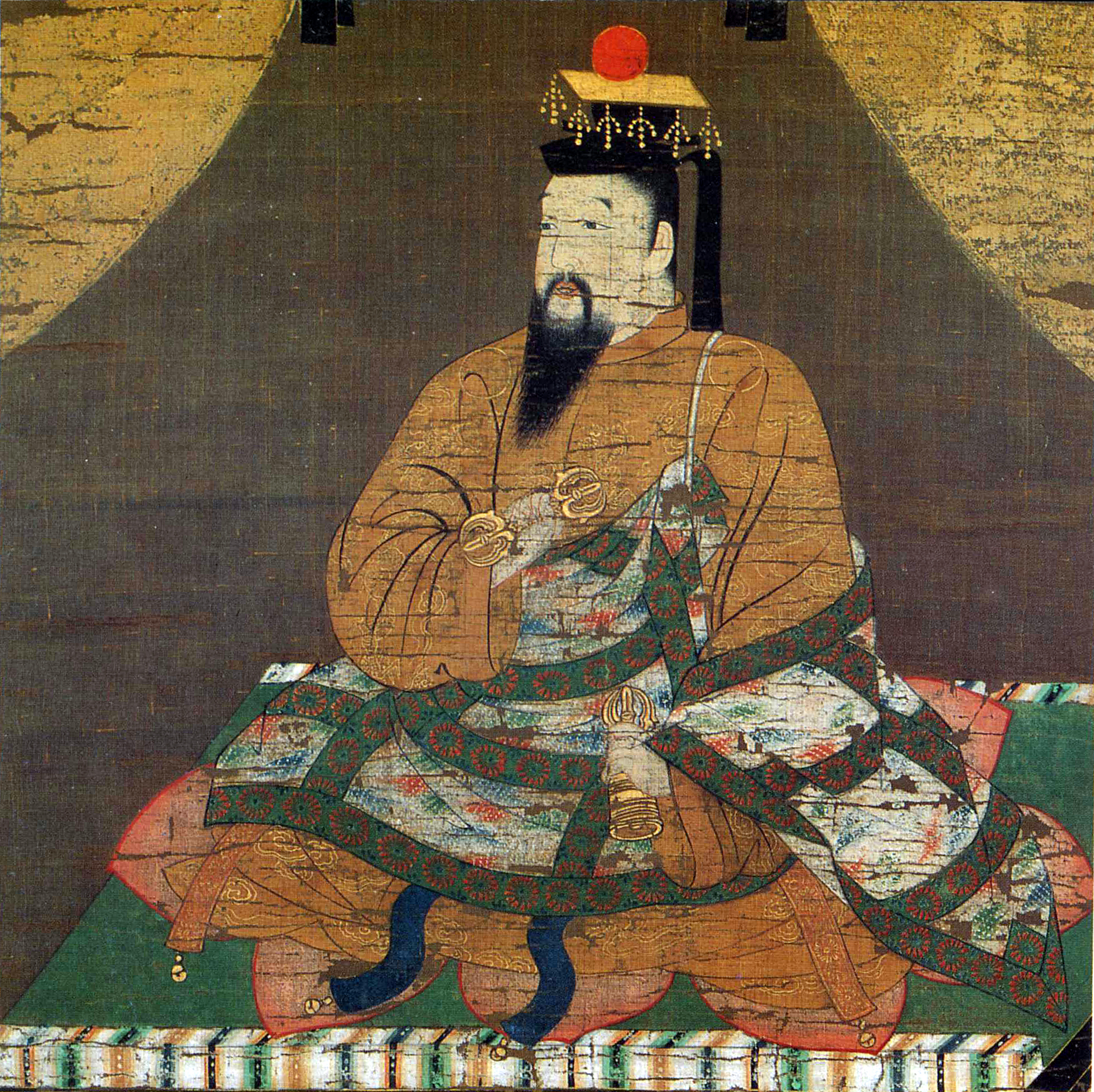
後醍醐天皇像（清浄光寺蔵）

上洛後の8月5日、叙位、除目が行われ、義貞は従四位上に叙され、左馬助に任官した。さらに上野守、越後守、10月には、播磨守となった。弟の脇屋義助は駿河守となり、長男の新田義顕も越後守に任ぜられ、従五位上に叙された。同時に新田一族は多くの所領を拝領したものと思われるが、それを明示する史料は現存していない。既に義貞は30代半ばの年齢に達していたと思われるが、この時期の義貞の行動を観察すると、あまり思慮深い行動が見られず、政治の世界における遊泳術はさほど達者でなかったと指摘されている。建武政権発足後、義貞は越後国で反乱を起こした旧北条勢力の大河将長・小泉持長らを討伐し、これを鎮圧した。
一方、ライバルの足利尊氏は、従三位に叙され、武蔵守に任官された上、鎮守府将軍に任ぜられ、弟の足利直義は相模守となった。義貞が叙任された四位と尊氏の三位では雲泥の差があり、また国司として拝領した国も、新田兄弟が拝領したものは北条氏の傍流のものであったのに対し、足利兄弟が拝領したのはかつて得宗家が統治していた国であった。既に、新田と足利の差は歴然としたものがあった。
同年、義貞は武者所頭人となる。新田義顕・脇屋義治・堀口貞義・江田行義・一井貞政ら、一族の多くも武者所に配された。また、上野・越後両国守護を兼帯。翌年、播磨守と同国守護も兼帯。以後、左衛門佐・左兵衛督などの官職を歴任。なお、上洛の時期から義貞の使用する花押の形に変化が生じている。
このころ、建武政権では足利尊氏と護良親王による政争が起こっていた。『梅松論』は、義貞が護良親王・楠木正成・名和長年らと結託して、尊氏に対して軍事行動におよぼうとすることが度々あったと記する。義貞や護良親王が尊氏に対して軍事行動を起こそうとした旨の記述は『梅松論』以外の史料には見られないが、実際にそのような動きがあったかもしれないと考えられている。
護良親王は、やがて尊氏の策略によって後醍醐天皇の命令により拘束・幽閉される。この時、義貞は武者所の頭人として、親王の捕縛を主導した。一方、田中大喜は建武政権において武家の中で唯一公卿の地位にあった尊氏が役職の有無に関わらず建武政権の軍事責任者であり、義貞を武者所の頭人にしたのは他ならぬ尊氏であって、足利氏－新田氏の支配・従属関係がそのまま建武政権内での所管 - 被管に反映されたとする。天皇の命令であったとはいえ、政治的に接近していた護良親王の捕縛に関与したことは、義貞の政治的な力量の未熟さ、また尊氏との差を示す点として指摘されている。
護良親王失脚後、旗頭を失った宮方が、新たな旗頭に義貞を擁立しようとする動きを見せた。源氏の血族であること、鎌倉幕府打倒の武功などの要素から、義貞に尊氏の新たな対抗馬として白羽の矢が立った。背景には、親王の代わりに義貞を使って尊氏を牽制しようとする後醍醐天皇の意図もあった可能性もある。この時期、新田一族の昇進が顕著であり、義貞自身は左兵衛督になった。これらの昇進は、義貞を尊氏の対抗馬にしようとする天皇の意図の傍証となっている。

#### 中先代の乱と足利一族との対立
建武2年（1335年）7月、信濃国で北条氏残党が高時の遺児・北条時行を擁立し、鎌倉を占領する中先代の乱が起こる。この戦乱の中で新田の傍流であり義貞と共に倒幕に功績のあった岩松経家が戦死した。他、新田一族の鳥山氏盛・宗兼・氏綱、そして大舘時成の4人が、足利の与党として合戦に参戦し戦死している。新田と足利の政争が中央で行われている折、新田一族から4人もの武士が足利の与党として戦い死んだことは、新田一族が分裂していたことを暗示している。その後大舘、鳥山一族は、完全に義貞と決別する。また戦死した岩松経家に至っては、後継者（代官）に尊氏から所領が交付され、それによって岩松氏は足利と主従の関係となった。元より足利寄りであった岩松氏だが、完全に足利氏の傘下となったことで、義貞は新田氏総領としての面子を損なった。新田と足利の対立は、これらの要素によって一層顕在化してゆくこととなる。とはいえ、義貞は時行が鎌倉を占拠してから足利軍に撃退されるまでの中、何もしていなかったわけではない。義貞の配下である堀口貞政が、時行蜂起に際して背後からの攻撃を計画していた。しかし、彼が越後の武士達に出兵を催促した時は既に時行は敗れて敗走する最中であった。
時行蜂起に対し、足利尊氏は後醍醐天皇の勅状を得ないまま討伐に向かい、鎌倉に本拠を置いて武家政権の既成事実化をはじめる。更に、尊氏は新田一族やその与党の所領を、時行撃退に武功のあった自分の与党への褒美として分給した。義貞が国司を担当した上野国の守護職が上杉憲房に与えられたほか、『宇都宮文書』によると、新田氏の本領である上野新田荘までもが、三浦高継に与えられた。
鎮圧後、尊氏は信濃で北条の残党が蠢動しているという口実を設けて、朝廷の帰京命令に従わなかった。さらに、北条の残党が軒並み鎮圧されると、今度は「義貞と公家達が自分を讒訴している」と主張し、鎌倉になお留まった。

#### 奏状合戦と尊氏討伐の決定
『太平記』によると、10月に尊氏は細川和氏を使者に立て、「君側の奸」として義貞を誅伐することを趣旨とした奏状を提出した。尊氏奏状はこのようなものであった。
- 義貞の鎌倉幕府に対する蜂起は、天皇への忠勤からではなく鎌倉幕府の使者を斬った罪を逃れるためにやむを得ず蜂起し、尊氏の六波羅制圧を知って朝敵追討を掲げたものであること
- 鎌倉幕府打倒は息子千寿王（義詮）に功績が大きく、その加勢を得るまで義貞は3度にわたり勝利を収めることもできず、帝の勝利に貢献しなかったこと
- 尊氏が北条残党の追討にあたっている間、義貞は都において公家達と結託して讒訴していること

これらの根拠から、義貞を君側の奸でありと非難し、「大逆の基」であるから義貞誅罰を行うよう進言した。一方、義貞は、これらの非難に対して明確に反論した奏状をすぐさま提出した。義貞奏状は以下のようなものであった。
- 尊氏は名越高家の討死を契機に天皇方に寝返ったに過ぎない
- 義貞が綸旨を奉じて蜂起したのは5月8日、尊氏の六波羅制圧は5月7日であり、六波羅における勝利を翌日に知ることはできない。また、千寿王の参陣は取るに足らない
- 六波羅占拠後、専断により護良親王の部下を殺害したこと
- 鎌倉将軍府の成良親王をないがしろにし、無礼を働いていること
- 中先代の乱の際、東国8ヵ国の管領を賜ったのち、その後の勅裁を用いない
- 幕府討滅は護良親王の功績が大きいにもかかわらず、尊氏は数々の讒言で流刑にし、拘禁したのちに殺害したこと

これらにより、尊氏にこそ非があると主張し、「天地の相容れざる罪」なので、尊氏、直義兄弟を逆賊として誅伐する許可を求めた。尊氏による義貞への非難は抽象的であるのに対し、それに対する義貞の反論は具体的で、なおかつ足利の護良親王殺害に言及していることもあって、義貞の奏状の方が朝廷に対しての説得力を持ちえたと考えられる。しかし、『太平記』における尊氏と義貞による互いの非難は、創作に過ぎないとの見方もある。
『太平記』では、この時坊門清忠が「八逆」の罪は軽くなく、護良親王の殺害が事実ならばその罪は免れがたい」とし、尊氏誅伐を促す発言をしたが、まだこの時点では護良親王殺害が明確になっていなかったため、そのまま朝議は終了したという。しかしその後、護良親王殺害に立ち会った女房の証言で、直義による親王殺害が事実と判明した他、直義が赤松則村・那須資宿・諏訪部扶重・広峯貞長・長田教泰・田代顕綱ら、諸国武士に義貞討伐を促す檄文を広範に送っていたことが判明する。信濃の市河近家、陸奥の伊賀盛光などに至っては呼応して挙兵した。
こうして、朝議は一気に尊氏誅伐の流れに向き、11月8日に天皇は義貞に尊氏・直義追討の宣旨を発する。この時、義貞は後醍醐帝から錦の御旗を賜った、と『太平記』は記述する。
奥富敬之は『太平記』におけるこれら一連の奏状合戦の記述から、未だ護良親王殺害が明確に知らされていない中で義貞が迅速にこれを察知したこと、弾劾状をつきつけられた時にまるであらかじめ弾劾状をつきつけられることが判っていたかのごとく、即座に反駁の奏状を提出できたことは、足利尊氏、直義兄弟の側近に新田側への内通者がいた可能性があると分析している。
なお、田中大喜はこの討伐軍の大将任命こそが、寛元2年（1244年）の新田政義の失脚以来続いてきた足利氏嫡流と新田氏嫡流の支配・従属関係を終焉させ、新田氏嫡流（新田義貞）が足利氏嫡流（足利尊氏）から「自立」した瞬間であるとしている。

### 建武の乱

#### 尊氏討伐と敗退
事実上の官軍総大将となった義貞は上将軍として尊良親王を奉じ、脇屋義助・義治、堀口貞満はもとより、千葉貞胤・宇都宮公綱・武田氏、河越氏などの東国
勢、大友氏・大内氏・厚東氏・佐々木氏など西国勢などを率いて東海道から鎌倉へ向かい、軍勢は10万以上に膨れ上がった。途中、軍勢を東海道と東山道の二手に分けて進軍した。同じころ、北畠顕家も陸奥から手勢を率いて進軍を開始する。東海道・東山道・陸奥の三方向から鎌倉を突き、足利兄弟を討ち取るという作戦であったが、この大規模な軍勢は統率を欠いていた。形式上の総大将である尊良親王の周辺には側近の公家達がおり、彼らは武士を貴族の下に見ては物事に嘴を挟む「口煩いだけ」の存在であった。
加えて同時に進軍した北畠顕家は従二位鎮守府将軍であり、従四位上の義貞は立場上顕家に指図できなかった。
統一した指揮系統がなく，味方に煩わされて心理的余裕を欠く義貞，冬季の雪と東国周辺の情報を欠き進軍を阻まれる顕家。鎌倉を挟撃するタイミングを逃したばかりか、足利側にとっては兵をまとめて出撃するだけの余裕を与えてしまう、痛恨の進撃速度であった。
足利尊氏には躁鬱の気質があったとされ、義貞と顕家から討伐を受けたこの時は護良親王を殺害した後悔やその贖罪、恩人である後醍醐帝に刃を向ける背信行為などから鬱状態にあり、遁世しようとする有様であった。そのため代わりに直義が軍議を開き、軍勢を纏め上げて出撃する。出撃した足利勢は、11月25日に三河国矢作（愛知県岡崎市）で新田軍と激突した（矢作川の戦い）。この戦いでは、新田軍が矢作川を渡ってきた足利軍を破って勝利した。その後、東進して追撃する新田軍を足利軍は駿河国（静岡県静岡市駿河区）で迎撃する（手越河原の戦い）が、ここでも敗北する。新田軍は官軍であり、足利軍の兵士達の中には朝敵の烙印を押される恐怖から新田軍に投降するものも多かった。敗退を重ねた足利軍は、箱根の水呑に陣を構え、新田軍の攻撃に備えた。
同時に直義や足利軍の主要武将が出家を企図していた尊氏を説得し、尊氏は翻意して自ら出陣の意思を固める。
なおも進撃した義貞は、箱根・竹下で足利勢と三度激突する（箱根・竹ノ下の戦い）。義貞は、箱根を越える道を二手に分かれて行動することを計画した。義貞は、足利軍は、箱根山の南を通り湯本へ繋がる「本道」の方に重点的に守備を固め、本軍をこちらに置くだろうと考え、本隊7万をこちらに向かわせた。一方で、箱根山の北を通る道は搦手の道であり、南側の険峻な道と比べると平坦で通りやすく、こちらには弟の脇屋義助に指揮を任せ、尊良親王と側近の公家達、あわせて7,000の軍勢を進軍させた。
しかし、鎌倉目前まで攻め込まれ、後がなくなった足利軍は、軍勢のほぼ大半を出撃させてきた。その数は20万以上にもおよび、さらに、これだけの大軍では隘路である南側の本道では展開しづらいことから、その内の斯波高経・土岐頼遠ら18万近くが平坦な搦手道の方へ向かった。義貞本隊と激突するのは、直義が率いる6万程度の軍勢であった。
その上、新田軍は従軍する貴族達との軋轢と降伏した者達への統制不足から士気が低下し、義貞も陣頭に立って攻勢に出る暇がなく、後方で全軍の戦況を把握するのに躍起となる有り様であった。一方、搦手道を進んだ脇屋義助らは多勢に無勢で苦戦を強いられていた。そんな折、説得に応じて前線に戻ってきた尊氏が指揮を執ったことによって足利軍の士気が昂揚し、敵方より大友・佐々木勢の寝返りもあり形勢は一気に足利軍に傾き、12月13日に新田軍は総崩れとなった。

#### 天竜川渡河
敗退した義貞は伊豆で軍勢を建て直し、さらに西へと逃れる。途中、天竜川にて橋を架けて渡る。『梅松論』によれば、義貞は三日の内に橋を作るよう命じ、橋が作られるとそれを渡って西へ逃れた。全軍が橋を渡った後、追撃してくる足利軍がこの橋を渡れない様、橋を切り落すべきであると義貞の部下が提案するが、義貞は「橋を切り落すのは確かに軍略の一つだが、敵の追撃に対する焦燥からあわてて橋を切り落して逃げたと思われては末代までの恥である」として、橋を切り落す提案を受け入れなかった。足利勢はこの話を聞き、義貞の態度に感服した。また、世間も義貞の潔さを称賛した。『源威集』にも、ほぼ同様の記述がある。
一方で、『太平記』は、橋を架けてその上を渡ったところ、綱が千切れて橋が壊れ、義貞と家臣達が川に流されそうになったが、義貞は船田義昌と手を組んで対岸へ飛び移り、他の家臣達も同僚に助けられて無事川を渡りきれた、という話を載せている。『梅松論』は「義貞の名誉と恥」、『太平記』は「義貞主従の思いやり」を強調し、叙述しているとされる。また、『梅松論』も『太平記』も、義貞は部下達を先に渡らせ、自分は最後に橋を渡ったと記述している。
義貞が武士としての恥を強く意識した背景には、朝廷から派遣された軍勢の大将という立場が大きく働いていたと見られる。また、『太平記』『梅松論』の双方が記述した「家臣に先を行かせ最後に自分が橋を渡る」という行為は、既存の道義や秩序が崩壊しつつあったこの時代において、あるべき武士の姿を描き強調しようとする書き手の意図があったと考えられている。

#### 京都での抗争
義貞は12月30日に帰京した。しかし、義貞を追撃する尊氏が、破竹の勢いで京都まで攻め上がってきていた。年があけると、京都の覇権を巡り尊氏と後醍醐帝配下の諸将の間で激戦が始まる。
帰京後も、義貞は尊氏討伐の指揮官の地位にあったらしく、『太平記』には1月に義貞が各所に軍勢の配置を行っている記述が見られる。最初の内は、まだ総大将である尊氏・義貞らが陣頭に姿を現さず、小競り合いが続いたが、やがて尊氏に合力して山陰道から進撃してきた軍勢と尊氏の本隊が合流する。さらに、中国・四国地方の軍勢を糾合した細川定禅軍もこれに合流した。1月10日、淀川近辺で両軍は激突する（淀大渡の戦い）。この戦いは三木一草の一人であった結城親光を喪った末に義貞らの敗北に終わって，後醍醐帝は遷幸し、義貞もこれに供奉した。京都は足利尊氏の軍勢に一時占領されることとなった。
だが、奥州より上ってきた北畠顕家軍が京都へ到着したことで、この形勢が逆転する。1月13日に両者の軍勢が合流すると、両軍は足利側の園城寺を攻撃・陥落させる。1月16日には足利直義の軍勢に正面から突撃を敢行して蹴散らし、さらに高師直の軍勢までも破り、余勢を駆ってそのまま京都に攻め上り洛中を制圧した。しかし、直後の市街戦において細川定禅の知略に翻弄されて敗退し、京都奪還は失敗する。
これらの京都奪還を巡る戦いの中で、義貞は鎌倉討伐旗揚げからの重臣の多くを喪った。彼らが戦死した場所・時期については、園城寺攻略時とも、京都での細川定禅との市街戦の時とも言われる。また、果敢に京都に攻め入りながら敗北した義貞とその義貞を手玉に取り智謀を用いて敗退させた細川定禅を京都の市民はそれぞれ項羽・張良に例えた。
これに前後して、義貞が北国へ逃走を企てているという風聞が足利軍に流れる。この風聞に対して足利直義は、若狭国の本郷泰光に対して落ち延びる義貞を討伐するよう促す文書を送っている。この文書において、直義は義貞を「落人」と表現し、敗北者のように扱っている。
義貞の方は、1月20日に東山道を通って鎌倉から引き返してきた尊良親王の軍勢2万と合流した。1月28日、義貞は楠木正成・北畠顕家・名和長年・千種忠顕らと共に京都へ総攻撃を仕掛ける。この合戦は1月30日まで続いた。合戦の結果、尊氏は京都を追われ、後醍醐帝が京都を奪還する。この合戦の最中、義貞は鎧を脱ぎ捨てて尊氏に一騎討ちを挑もうとしたが、果たせずに終わった。合戦は楠木正成の策略と奇襲によって後醍醐帝らの勝利に終わり、京都の奪還には成功したものの、尊氏・直義兄弟ら足利軍の主要な武将の首級を挙げることはできなかった。敗走する足利軍は丹波を経由して摂津まで逃れた。
足利軍はまだ再上洛を諦めず抵抗を続けていたが、2月11日に義貞らは摂津国豊島河原（大阪府池田市・箕面市）の戦いで破った（豊島河原合戦）。足利軍は九州へと落ち延びてゆく。義貞は、周防国の吉川実経に敗走する尊氏を討伐するよう要請した。しかし、実経は直後に尊氏から勧誘され、尊氏側に与してしまったため義貞の要請は無視されたものと見られる。
義貞は足利軍を打ち破った功績により、2月に正四位下に昇叙。左近衛中将に遷任し。播磨守を兼任する。

#### 楠木正成による義貞誅伐の提案

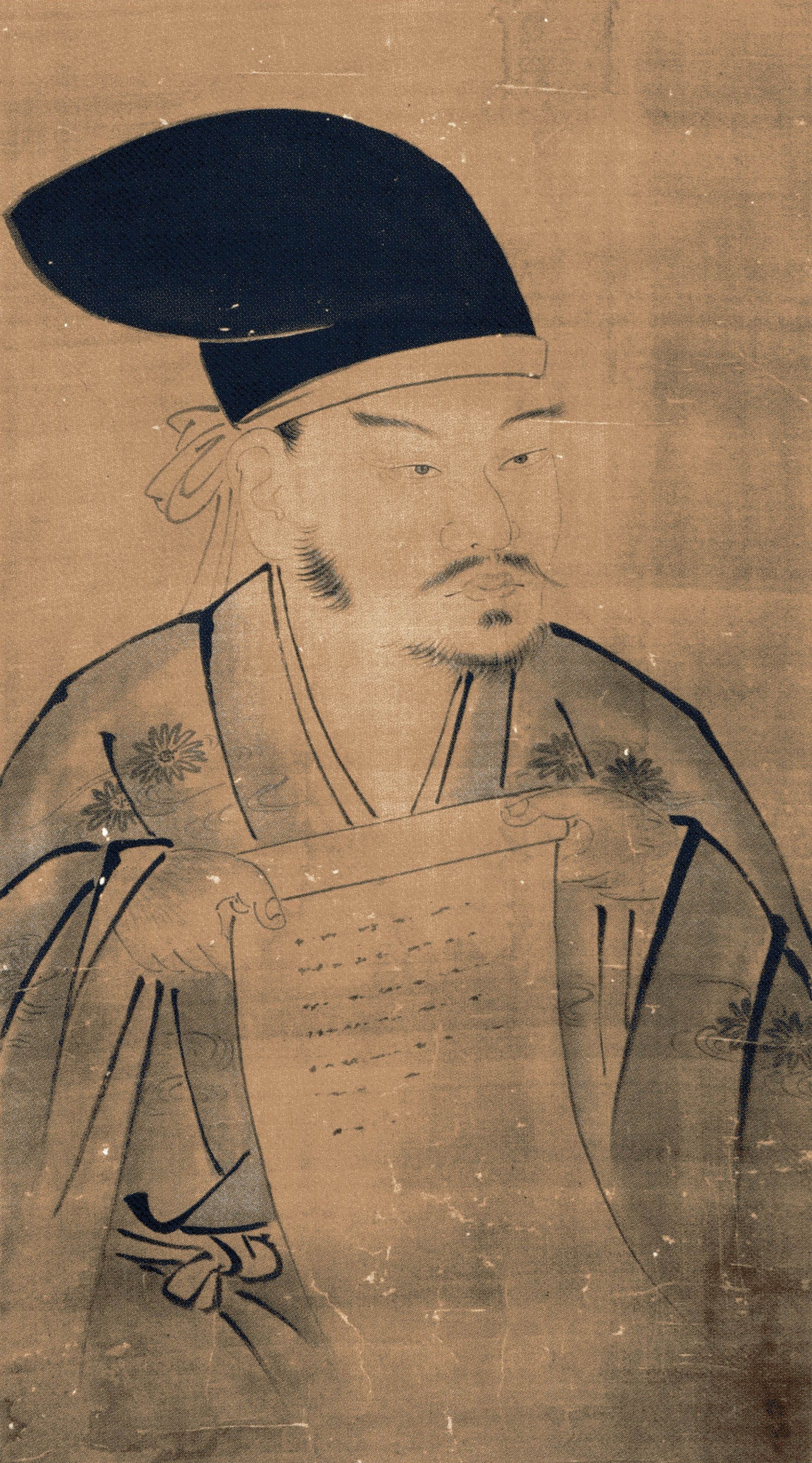
楠木正成像（楠妣庵観音寺蔵）

『梅松論』には、後醍醐帝の軍勢が足利軍を京都より駆逐したことに前後して、楠木正成が「義貞を誅伐して、その首を手土産に尊氏と和睦するべき」と天皇に奏上したという話がある。その根拠として、正成は、確かに鎌倉を直接攻め落としたのは義貞だが、鎌倉幕府倒幕は尊氏の貢献によるところが大きい。さらに、義貞には人望・徳がないが、尊氏は諸将からの人望が篤い。九州に尊氏が落ち延びる際、多くの武将が随行していったのが尊氏に徳があり義貞に徳がないことの証である、というものであった。
正成のこの提案は、『梅松論』にしか記載されておらず、事実かどうかは不明である。しかし、歴戦の武将であり、ゲリラ戦で相手を翻弄する手段を得意とし洞察力にも長けた正成は，純粋に武士の棟梁としての器量において、義貞よりも尊氏を高く評価していた。加えて、義貞と正成は相性があまりよくなかったといわれる。
義貞は京都の軍勢を構成する寺社の衆徒やその他畿内の武士達とは関係が薄く、『太平記』などに描かれる義貞は鎌倉武士こそを理想とする傾向があり、彼らへの理解・配慮に乏しかった。
河内国などを拠点に活動する正成は、この点において義貞と肌が合わなかったと考えられる。一方で、尊氏は寺社への所領寄進などを義貞よりも遥かに多く行っていて、寺社勢力や畿内の武士との人脈も多かった。義貞よりも尊氏の方が理解できる、尊氏の方が徳があると正成が判断してもおかしくはないと考えられている。
しかし，この提案は武家勢力を疎ましく感じる天皇側近の公家達には訝しがられ、鼻で笑われただけで、にべもなく却下されてしまう。

#### 播磨攻め
九州へと落ち延びる途中、尊氏は光厳院から義貞討伐を促す趣旨の院宣を得た。尊氏はこの院宣を根拠に、各地の武将に自分に合力して義貞を討ち取るよう促す。一方、義貞は尊氏を追撃し、その途上にある赤松円心の拠点である播磨を攻めることになるが、この際に義貞の出兵に遅れが生じた。この遅れた出兵について、一説には義貞はこの間に病に罹患していたのではないかとされており、奥富・峰岸らがこの説を支持している。病名は瘧（おこり、マラリア性の熱病）であったという。
いずれにせよ義貞の出陣には遅延が生じ、江田行義と大舘氏明が先発隊として播磨へ赴くこととなった。義貞本人が播磨へと出陣したのは、3月30日のことであった。一方、尊氏は多々良浜の戦いで快勝し、着実に九州で戦力を増強して巻き返しつつあった。
義貞は赤松円心の篭る白旗城を攻撃し、弟の脇屋義助が三石城を攻めることとなる。しかし、義貞は赤松攻めに手こずり、いたずらに時間を浪費してしまうこととなる。先発した江田行義と大舘氏明は、3月6日に迎撃してきた赤松軍相手に播磨書写山で快勝を収めるが、その後10日余りここに留まり後詰めの部隊の到着を待った。その後、宇都宮公綱・城井冬綱・菊地武澄などが合流し、軍勢が数万に膨れ上がると、一気呵成に赤松軍に攻撃を仕掛けた。劣勢となった赤松軍は、白旗城の要害にて篭城戦の構えに出た。城に篭る円心は偽りの降伏の使者を送るなどして新田軍を欺き、時間を浪費させると共に隙をついて白旗城内に兵糧などを迎え入れることに成功する。この時、義貞はまだ京都におり播磨で指揮をとっていなかったが、『太平記』は、義貞自身が円心の巧妙な策に引っかかったと記述している。
戦場に到着した義貞は、円心の策略に江田・大舘らが翻弄されていたことを知り激怒。
白旗城を包囲の上で猛攻を仕掛けた。しかし、円心はよく持ちこたえて陥落させることができず、50日近くも時間を費やしてしまった。攻めあぐねている中、弟の脇屋義助が、かつて鎌倉幕府が楠木正成の篭る金剛山攻めに手こずったことが滅亡の遠因となった事例を引き合いに出し、別働隊を編成して備前・播磨の国境にある船坂峠へ攻め込ませるよう提案した。義貞はこの提案を採用し、別働隊が船坂に差し向けられることとなった。船坂へ進軍した新田軍は、児島高徳と連携して斯波氏頼の軍勢を破って船坂峠の突破に成功、さらに大井田氏経の軍勢がその勢いで備中まで進撃して福山城を制圧し、江田行義の部隊も奈義城・能仙城・菩提寺城の三城を陥落させて、美作国にまでなだれ込んだ。
その後、脇屋義助は斯波氏頼が篭城する三石城の攻略に着手する。赤松円心が篭城する白旗城にも、依然として攻撃が加えられていた。
しかし、この二城はよく持ちこたえ、義貞が城攻めに時間を浪費している内に、九州で巻き返しに成功した尊氏が再度の上洛を目指して西から東進、5月1日には厳島に到着した。
義貞の播磨攻めは，尊氏方の迅速な西上と赤松方の頑強な抵抗の前に失敗に終わり、義貞は再度尊氏との決戦におよぶこととなる。

#### 正成との合流・湊川の合戦

湊川の戦いにおける義貞の布陣

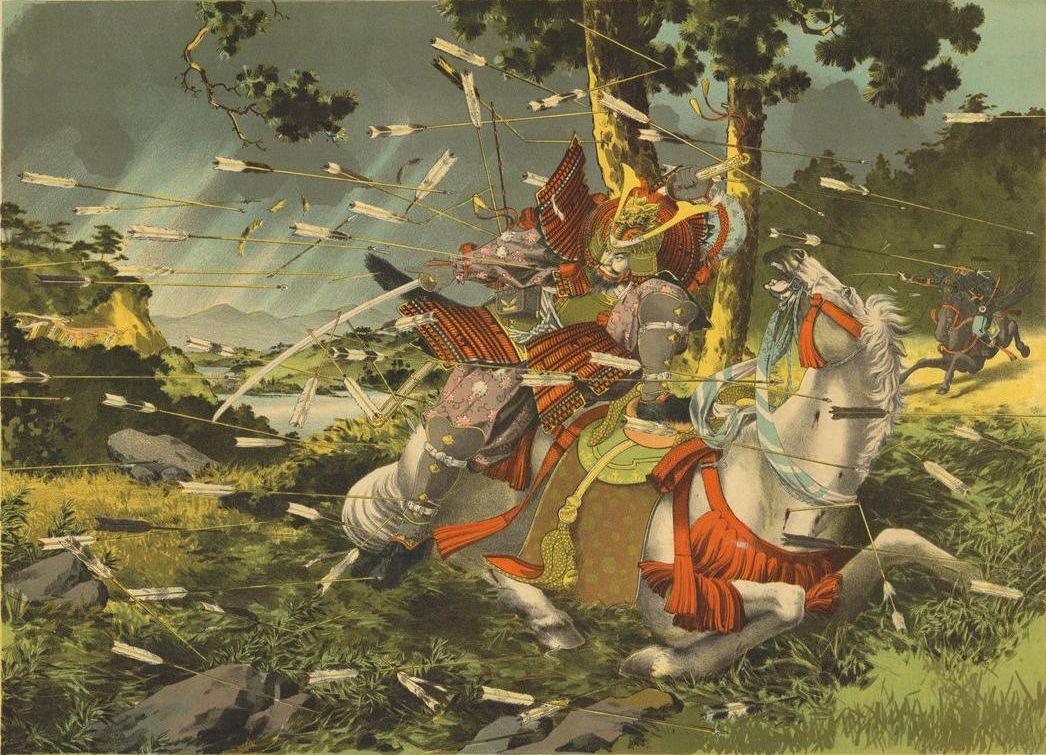
「新田義貞、生田林の戦いにおいて小山田高家、新田義貞の身代わりとなる」（笠井鳳斎原画、土屋光逸画、1900年）

5月18日、進撃してきた足利軍別働隊と新田軍の先鋒はまず福山にて合戦におよぶ。この合戦では新田軍は数に勝る相手を防ぎきれず、義貞、脇屋義助、大井田氏経らは摂津国まで退却する。さらに海上から進撃を続ける尊氏本隊を迎撃するため、義貞は楠木正成と共に迎撃することとなった。
5月24日、義貞は正成軍と合流したのち会見し、正成から朝廷における議論の経過を説明された。『太平記』によるとその夜、義貞と正成は酒を酌み交わし、それぞれの胸の内を吐露した。義貞は先の戦で尊氏相手に連敗を喫したことを恥じており、「尊氏が大軍を率いて迫ってくるこの時にさらに逃げたとあっては笑い者にされる。かくなる上は、勝敗など度外視して一戦を挑みたい」と内情を吐露する。義貞は鎌倉を攻め落とすという大功を成し遂げたため、その期待から尊氏討伐における天皇方総大将という過重な重荷を担わされた。そのため、ずっと常に世間の注目を受けていて、それを酷く気にせざるを得ず、箱根竹ノ下での敗北、播磨攻めへの遅参、白旗城攻略の失敗などについて、義貞は強い自責の念を感じていた。この義貞の心中の吐露に対して、正成は「他者の謗りなど気にせず、退くべき時は退くべきであるのが良将の成すべきことである。北条高時を滅ぼし、尊氏を九州に追いやったのは義貞の武徳によるものだから、誰も侮るものはいない」といい、玉砕覚悟の義貞を慰めると同時にたしなめた。しかし峰岸純夫は周囲の悪評や外聞にばかり固執し，大局的な勝敗を度外視した一戦を挑もうとする義貞の頑迷さに同情するも，同時に尊氏との将器・将才の差に落胆もしたのではないか、と分析している。
義貞は翌5月25日の湊川の合戦において大輪田泊の西南にある和田岬に本陣を置いた。この陣立ては、南から上陸してくる足利軍の軍船に背中を向けるばかりか、北に陣取った楠木正成と脇屋義助が撃破されてしまうと、東西南の三方向が海に面している和田岬は足利軍に完全に包囲され退路をふさがれてしまう「不思議な陣立て」であった。
合戦の趨勢は、まず足利軍先鋒が経が島に上陸したが脇屋軍に全員討ち取られた。これを見た足利方の細川水軍は新田軍のいない東の海岸を上陸しようと移動したため、軍勢の大半がこれを追って移動し、義貞、続いて正成も移動する。この時、手薄になった和田岬に足利軍主力が上陸したので、一歩遅れて移動していた楠木軍は湊川へ引き返す。
新田・楠木の両軍は分断され，孤立した正成は湊川で奮戦の後，自害した。
義貞は先頭に立って東側に上陸しようとする細川水軍こそ尊氏の本隊だと誤認していたようだが、実際には尊氏は和田岬へと上陸した最後尾の軍船に乗船しており，敵軍の分断を謀った陽動であった。
尊氏の奇襲作戦は奏功したが、湊川合戦における正成・義貞の敗北の何よりの原因は兵力の多寡にあるとされる。『太平記』においては、正成・義貞共に、「敵は勢いに乗り大軍を率いているが、一方我々の軍勢は疲弊して人数も少なくなっている」と語っている。また、義貞と正成の間に戦術面における連携の不備があったとも言われる。
ただし、湊川の合戦の「本戦」は西宮付近に上陸しようとした細川水軍を破り生田の森を背に布陣した新田軍と、上陸した直義軍と合流した尊氏軍との間で戦われた。『太平記』によると新田軍は一番に大舘氏明・江田行義、二番に中院貞平・大井田・里見・鳥山、三番に脇屋義助・宇都宮公綱・菊池武季・河野・土居・得能が、足利軍の足利軍の足利直義・高・上杉・吉良・石塔と激しく戦った。
義貞は「これ義貞がみづから当たるべきところなり」と、尊氏の本軍と激突した。『太平記』はこの合戦を「両虎・二龍の戦い」「新田・足利の国の争ひ今を限りとぞ見えたりける」と評し、激しさを苛烈を極めた。ただ数の違いは明らかであり、ついに新田軍は生田の森を突破され敗れた。
義貞は敗戦濃厚となり。馬が無数の矢を受けて倒れてもなお太刀を振るって奮戦し、みずから殿を務めた。しかし、小山田高家が馬を失った義貞に自分の馬を譲って戦場から離脱させた。義貞は戦死を免れたが、高家は身代わりとなって討死を遂げた。

#### 北陸落ち
湊川での敗戦の報を聞き、宮方は5月27日に東坂本の比叡山に遷幸する。義貞の軍勢は湊川での敗戦などにより四散して6,000騎にまで減少していた。義貞は近江東坂本に本陣を置いた。5月29日には、足利方によって京都が占領される。6月14日に尊氏は光厳上皇を奉じて京都東寺に入り、後醍醐帝・義貞と睨み合った。以降、6月から8月にかけて京都を巡る攻防が展開される。6月20日には、新田軍が足利方の西坂本の総大将である高師久を激戦の末捕らえ、延暦寺の大衆に引き渡して処刑がなされている。
しかし、楠木正成は既に亡く奥州の北畠顕家も妨害によって遠路加勢に来るのが困難であり、義貞らは劣勢に立たされていた。
さらに、この攻防戦の中で、宮方で枢要な地位にいた名和長年・千種忠顕が戦死した。義貞は小笠原貞宗と戦ったり、自ら矢を尊氏のいる東寺へ打ち込んで尊氏に再び一騎討ちを所望して誘い出そうとする。尊氏も奮起してこれを承諾しようとしたが、上杉重能にその軽率を窘められて思いとどまった。義貞は尊氏と雌雄を決しようとしたが、尊氏の首を取ることも京都の奪還も叶わずに終わった。
同時期、尊氏の弟・直義は比叡山 - 東坂本への糧道を遮断。宮方を追い詰めていた（近江の戦い）。また尊氏は、後醍醐帝との和平工作に着手した。後醍醐帝もこれに応じ、新田一門の江田行義・大舘氏明も了承する。
しかし、義貞には秘密裏に和平工作が行われていることは知らされず，義貞は事実上、天皇から切り捨てられる形となった。
義貞たちが和平工作のことを知ったのは、後醍醐天皇が和議を結ぶために比叡山を出立して京都に向かおうとするその当日の10月9日であった。義貞は洞院実世から事情を知らされても、すぐに信じることができなかったという。
江田・大舘の行動に疑問を感じていた義貞の部下・堀口貞満がこの事情を知って比叡山の内裏にすぐさま駆け上がると、天皇は既に出発直前であった。貞満は鳳輦の轅にすがりついて「なぜ義貞の多年の功を忘れ、大逆無道の尊氏に心を移されるのか」・「新田一族の忠節があるにもかかわらず味方が敗戦続きなのは帝の徳の不足である」、さらには「新田一族を見捨てて京都へ帰還するのであれば、義貞以下一族50余人の首を刎ねていただきたい」と目に涙を浮ながらも後醍醐帝の無節操を非難して訴えた。
鎌倉幕府の討滅以降、新田一族の戦死者は132人、執事船田義昌を始めとした郎従の戦死者も8,000人を超えていたのである。
それから間もなく義貞達も3,000騎を以て駆けつけ、後醍醐帝は新田の軍勢に包囲された。このとき、新田一族の怒りは爆発寸前であったが、義貞は怒りをどうにか抑えていたという。後醍醐帝らは義貞や義助らを呼び寄せて新田一族の功をねぎらい、「和議を結んだのは「計略」であり、それを義貞に知らせなかったのも計略が露呈して頓挫することを防ぐため。貞満の進言で過ちを悟った」と取り繕った。
対して義貞は妥協案として、自分に恒良親王・尊良親王を推戴させて、北国へと下向させてほしいと提言した。義貞の軍勢が後醍醐帝を包囲・提言に及んだ行為はクーデターである可能性が解釈されている。
義貞の提言の結果、宮方は北国へ向かう義貞と二親王の軍勢と、後醍醐帝に付き従う軍勢の二つに分裂した。
後醍醐帝による新田一族切捨てと尊氏との和睦は、『太平記』にしか見られない記述であり、創作の疑いもある。しかし、宮方がこの日を契機に分裂したことだけは確かである。新田一族の大半、洞院実世・千葉貞胤・宇都宮泰藤は義貞に従い、大舘氏明・江田行義・宇都宮公綱・菊池武俊らは後醍醐帝に随行した。
10月10日に出立した義貞は両親王と子の義顕、弟の脇屋義助とともに北陸道を進み敦賀を目指した。比叡山を離れ北へ下向する際、義貞は日吉山王社に立ち寄り先祖伝来の鬼切の太刀を奉納している。
義貞らは13日には敦賀の気比社へ到着し、大宮司の気比弥三郎率いる300騎に迎えられ、金ヶ崎城に入った。『本副寺跡書』によれば、義貞一行は近江国堅田まで赴いた後そこから船で海津まで行き、敦賀へ下っていったという。同書によれば、義貞はその道中、堅田で足利軍の追撃を受けた。敦賀まで落ち延びる義貞一行は、途中猛吹雪に襲われて多くの凍死者を出したことが『梅松論』や『太平記』に記述されている。しかし、義貞一行が猛吹雪に見舞われた場所が『太平記』は木目峠、『梅松論』は荒芽山となっており、情報に齟齬が生じている。『太平記』によれば、斯波高経が待ち伏せをしていたため塩津から東に向かい、板取を経由して西へ周り、木目峠を越えて敦賀へ至る遠回りな道を選ばざるを得なかったという。この年は例年に増して寒さが厳しい年であったことが樹木の年輪から分かっており、降雪にはまだ早い時期でありながら、山中の積雪・降雪は著しく敦賀までの道程は苦難を極めた。
義貞らが東へ進路を取ったのは遠回りをしたのではなく、その延長線上にある越前国府を目指し、そこを拠点とするためではなかったかという見解もある。しかし、越前国府は既に足利方の斯波高経に支配されていたため、西へ進路を代え、敦賀へ向かうことになったのではないかと推定されている。
金ヶ崎城に入った親王一行は、各地の武士へ尊氏らの討伐を促す綸旨を送っており、結城宗広に送られた綸旨が『結城家文書』に現存している。このように、後醍醐帝と決別した義貞は恒良親王を頂き、越前国に南朝・北朝とも一線を画す自立的な地域的政治権力を樹立しようとしていたとみられ、この政治構想は複数の研究者によって「北陸朝廷」（北陸王朝）と表現されている（構想の詳細については、北陸朝廷#新田義貞の北陸朝廷構想を参照）。
10月15日、義貞の長男・義顕は越後へ向かうために先発し、弟・脇屋義助は瓜生保への加勢に向かった。義貞は、北畠顕家と連携して足利尊氏への対抗を画策する。が、北陸地方は越後を除き新田氏の政治力が弱い地域であったため、義貞はその実現に苦労した。義貞が越前で周辺の武士らに発給した文書は見られず、影響力の大きい寺社勢力と関係を深めた形跡もない。
義貞の越前における地盤固めが難航した理由は、越前国府を押さえられなかったことによる弊害と言われている。

### 南北朝の内乱

#### 金ヶ崎城攻防戦と落城

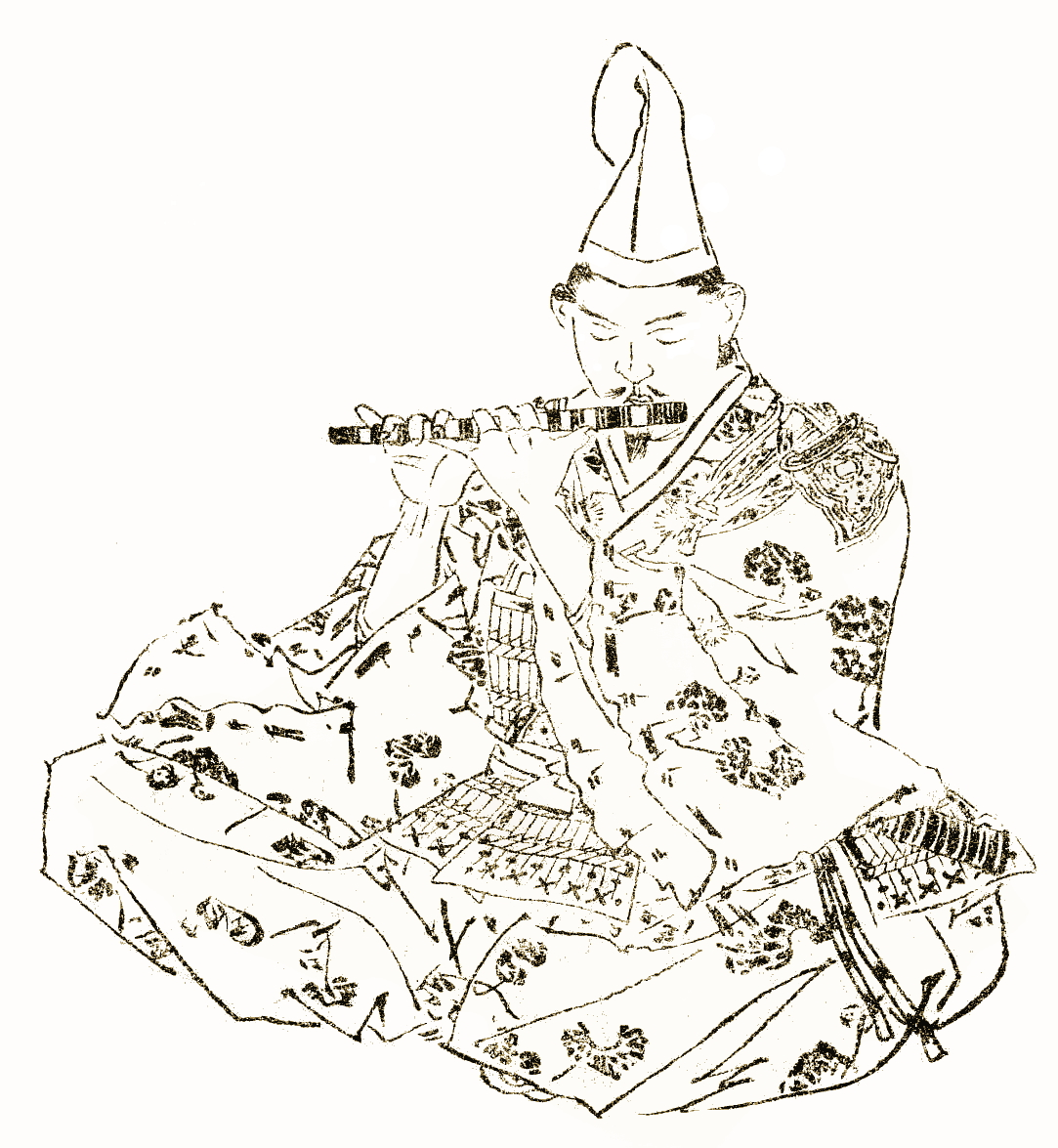
横笛を奏でる新田義貞（菊池容斎画『前賢故実』より）

金ヶ崎城は義貞入城後、まもなく足利軍の攻撃を受ける。金ヶ崎を出発した義顕と脇屋義助だが、配下の瓜生保が、足利尊氏が出した偽の綸旨に騙されて、足利側に転じていた。保の弟達（義鑑、瓜生重、瓜生照）がこのことを義助に知らせたため、義助・義顕は瓜生勢への加勢を諦めて金ヶ崎城へ引き返した。この際、義助は脇屋義治を瓜生三兄弟に預けて保護を頼んでいる。また、瓜生保離反を知らされたことによって軍勢は動揺し脱走者が続出、金ヶ崎城出発時には3,000騎いた軍勢は最終的に16騎にまで減ってしまった。さらに、金ヶ崎城にまで引き返すと、すでに城は斯波高経らの軍勢に包囲されていた。栗生顕友が献策した奇襲によって、義助・義顕らは16騎で敵中へ突入して金ヶ崎城へ帰還することに成功した。またこの際、義貞も味方が奇襲をしかけたことを即座に察知。城内から800騎の手勢を差し向けて斯波軍を撹乱させ、奇襲成功に貢献した。この時の斯波高経の軍勢は寄せ集めの烏合の衆であり統率を欠いていたため、義助・義顕の奇襲に慌てふためき同士討ちまでした末に四散して逃走していった。
10月20日、尊良・恒良両親王、義貞、義助、洞院実世らは、敦賀湾に船を浮かべ雪見をした。親王や各々の公家、武将達が得意とする楽器を奏でたと言われ、義貞は横笛を奏でた。
敗北した足利軍は再度軍勢を束ねて、建武4年/延元2年（1337年）1月18日に金ヶ崎を攻めた。高師泰を総大将とし、斯波高経の他に、仁木頼章・小笠原貞宗・今川頼貞・細川頼春ら6万の大軍を差し向け、さらに海上にも水軍を派遣して四方から金ヶ崎を包囲。
足利軍は総攻撃を仕掛けるも、最初は義貞達が優位な形勢にあった。さらに一度は足利についた瓜生保が翻意して義貞に味方した。金ヶ崎城を包囲していた斯波高経の軍勢は、義貞と瓜生保に挟撃される事態となった。さらに足利軍へ兵糧を補給する中継地であった新善光寺城を瓜生保が陥落させることにも成功した。
しかし，ここで足利方は周辺集落を焼討、民衆達を金ケ崎城へ追い込む行動に出る。
金ヶ崎城の兵糧は日に日に尽きてゆき、城中は飢餓に襲われた。『太平記』は「死人の肉すら食べた」、『梅松論』は「兵糧がつきた後は馬を殺して食糧にした」「城兵達は飢えから『生きながらにして鬼となった』」と、その凄惨さを叙述している。1月12日に瓜生保とその弟達、里見時義らが、杣山城から兵糧を金ヶ崎城へ運び込もうと向かったが、足利軍に察知されて今川頼貞に迎撃され壊滅、瓜生兄弟、里見時義らは戦死した。2月には新田軍は城内から出撃し、足利軍の背後にいる杣山城の脇屋義助を初めとする諸将と連携して足利軍を挟撃した。しかし、風雪の激しさからか同時に挟撃することができなかった。この間、義貞は越後の南保重貞に救援の要請を出していたようであり、2月21日に重貞から義貞の元へ注進状が送られている。
3月5日から足利軍による最後の攻撃が行われ、翌3月6日に金ヶ崎城は陥落する。落城に際して、義顕や尊良親王は自害、恒良親王は捕虜となった。義貞は、前日の夜に洞院実世らとともに脱出したと『太平記』には書かれているが、激戦の中、二人の親王を置いたまま脱出したことについては、義貞が本当にそのような行動を取ったのか、真偽を疑われている。また、義貞は金ヶ崎城と杣山城を往復して指揮を取っていたとも言われており、2月に金ヶ崎城を出て、杣山城にいる間に金ヶ崎城が落城してしまったのではないかという見解もある。
いずれにせよ、義貞が落城の折難を逃れて生き延びたことは事実であった。

#### 北畠顕家との連携失敗

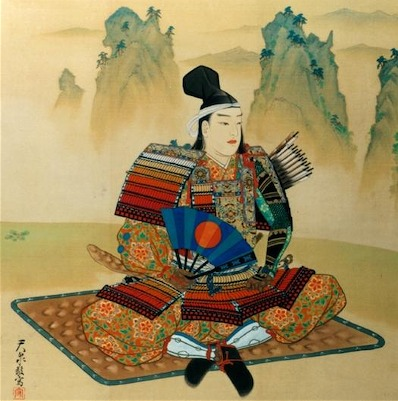
北畠顕家（霊山神社蔵）

足利尊氏が落城直後の3月7日に一色範氏と島津貞久に充てた御教書には「義貞以下悉く、新田勢を誅伐した」という記述がある。尊氏は、義貞をこの戦で討ち取ったと思い込んでいたが程なくして義貞が生き延びたことを知る。
尊氏は南朝勢力の内、義貞や彼が奉じた二人の親王のいる越前に最も兵力を割いていたが、これは二人の親王を奉じてさらに多数の公家を随伴させている義貞の勢力が自分に敵対する政治勢力として規模が大きく、京都に近い越前を根拠地としていることも合わさり、南朝の勢力の中でもっとも脅威になると尊氏の目に映っていたからだと考えられている。しかし、金ヶ崎城が陥落し、二人の親王がそれぞれ自害、あるいは捕虜となり、義貞の軍勢を壊滅させたことでこの脅威が払拭され、越前攻めの勢いは当初より衰える。
ここで，大きな転機が訪れる。三種の神器とともに足利方に降った後醍醐天皇が幽閉先の花山院を抜け出し，大和国の吉野へその身を遷したのである。
この事態に新田一族が再び勢いをつけてゆくことになる。
3月14日、義貞は佐々木忠枝を越後守護代に任命する。金ヶ崎城を失った義貞は杣山城を拠点とし、四散していた新田軍を糾合して足利に対抗する。脇屋義助は、越前国三嶺城を拠点とし、足利軍を牽制した。
8月になると、奥州の北畠顕家が上洛の途につく。途中、義貞の次男新田義興と、南朝に帰参した北条時行がこれに合流する。翌建武5年/延元3年、顕家は上杉憲顕などを退け、西へ破竹の勢いで進軍した。
後醍醐天皇は各地の南朝勢力に対し、顕家の挙兵に呼応して決起するよう促した。杣山城の義貞は、2月に斯波高経を鯖江で破り、越前国府の攻略に成功する。『太平記』ではこの報が越前中に伝わると、足利方の出城73箇所が降伏を申し出たという。
また、伊予国の大舘氏明、丹波国の江田行義らも呼応して決起し、京都の足利軍を包囲して一挙に殲滅するという構想であった。
しかし、義貞・顕家らが円滑に連携することはできなかった。1月に青野原の戦いで土岐頼遠・高師冬らに快勝した顕家は、進路を転じて伊勢を経由して奈良へと向かった。その後は苦戦が続き、最終的に顕家は5月に和泉国堺浦・石津で足利軍に敗北、戦死した（石津の戦い）。
『太平記』は「顕家が伊勢ではなく越前に向かい義貞と合流ないし京都への物流を妨げつつ掎角の態勢を実現できれば勝機はあった、越前に合流しなかったのは、顕家が義貞に手柄を取られてしまうことを嫌がったからだ」と記述している。佐藤進一は、顕家とその父北畠親房ともに貴族意識が強く武士に否定的であったため義貞と合流することを嫌った、また北畠軍の中にいた北条時行にとって義貞は一族の仇であり彼が合流に強く反対したため合流が果たせなかったと解釈した。奥富敬之は佐藤の見解について、北畠軍には義貞の次男・義興もいたことから時行に義貞への敵意・怨嗟よりも鎌倉滅亡・中先代の乱における足利尊氏へのそれが勝り、北畠軍に合流した時点で時行が反対したとは考えられないと反論している。また『太平記』の記述については、顕家は義貞に手柄を取られることを嫌がって進軍の段取りを変えるような人物ではなく、さらに顕家は義貞よりも官職が高いことから手柄を取られるなどとそもそも考えるはずがないとして、明らかに誤りであると指摘している。
義貞と顕家に対立があったかどうかについては、史料からは明確に読み取れない。また、越前へ向かう行程は難路であり、峰岸純夫は行程の困難さから越前に向かう選択肢は考えられないと指摘する。奥富は、佐藤の見解を「正鵠にかなり迫っている」と評した上で、顕家は、わざと寄り道をして足利の注意を引き付けると同時に、義貞が挙兵する時間稼ぎをしたのではないかという見解を示している。一方、峰岸はむしろ合流を拒んだのは義貞の方で、義貞と北畠親子の間にはやはり何らかの確執があり、両者は不信関係にあったのではないかと推測している。
さらには、義貞がいる越前は未だ安定しておらず、義貞は上洛よりも越前の制圧・平定を重視していたとも考えられる。この当時、足利側の攻勢は激しく、連帯感も取れていた。佐藤和彦は、北畠親房は伊勢に勢力を持っており、勝利したとはいえ疲弊していた顕家は伊勢にある北畠氏と関連の深い諸豪族を頼るため伊勢に向かったと推測した。そのため、義貞も顕家も目の前の敵の相手をするのが精一杯であり、互いに共同戦線を展開できるほどの余裕は残されていなかったとも指摘される。

#### 最期
翌建武5年/延元3年（1338年）閏7月2日、義貞は越前国藤島（福井市）の灯明寺畷にて、斯波高経が送った細川出羽守・鹿草公相の軍勢と交戦中に戦死した（藤島の戦い）。戦死した日時については、一般的には7月2日とされているが、峰岸純夫は7月7日であるとしている。越前国で勢いを盛り返し、自ら京へ上洛しようと画策していた矢先の出来事であった。
その戦死の顛末は『太平記』に詳しく叙述されている。義貞は、燈明寺（『太平記』西源院本では「東郷寺」）で負傷者の状況を見回っていたが、斯波高経に所領を安堵された平泉寺の衆徒が篭城する藤島城で自軍が苦戦していると聞き、手勢50騎を率いて藤島城へ向かっていたところを黒丸城から出撃してきた細川出羽守・鹿草公相（彦太郎）らが率いる斯波軍300と遭遇した。細川・鹿草勢は、弓を携え楯を持った徒立ち（徒歩）の兵を多く連れていたため、新田勢は直ちに矢の乱射を受けた。
周囲が泥田に囲まれて，楯も持たず矢を番えた射手も一人もいなかった義貞達は細川・鹿草の軍勢に包囲されて格好の標的となってしまった。この時、中野宗昌が退却するよう義貞に誓願したが、義貞は「家臣を見殺しにして自分一人生き残るのは不本意」と言って宗昌の願いを聞き入れなかったという。矢の乱射を浴びて義貞は落馬し、泥濘の中で起き上がったところに眉間に矢が命中する。致命傷を負った義貞は観念し、頚を太刀で掻き切って自害して果てたという。義貞の首を取ったのは氏家重国であった。享年38と伝わる。
『太平記』では、義貞のこの行動は全軍の大将としては余りに軽率，「身を慎んで行動すべきなのに自ら取るに足らない戦場に赴いて、名もない兵士の矢で命を落とした」と、その死を「犬死」と評している。
北畠親房の『神皇正統記』でも「むなしく戦死した」とし、上洛を躊躇していたことがその死を招いたとしている。

### 死後

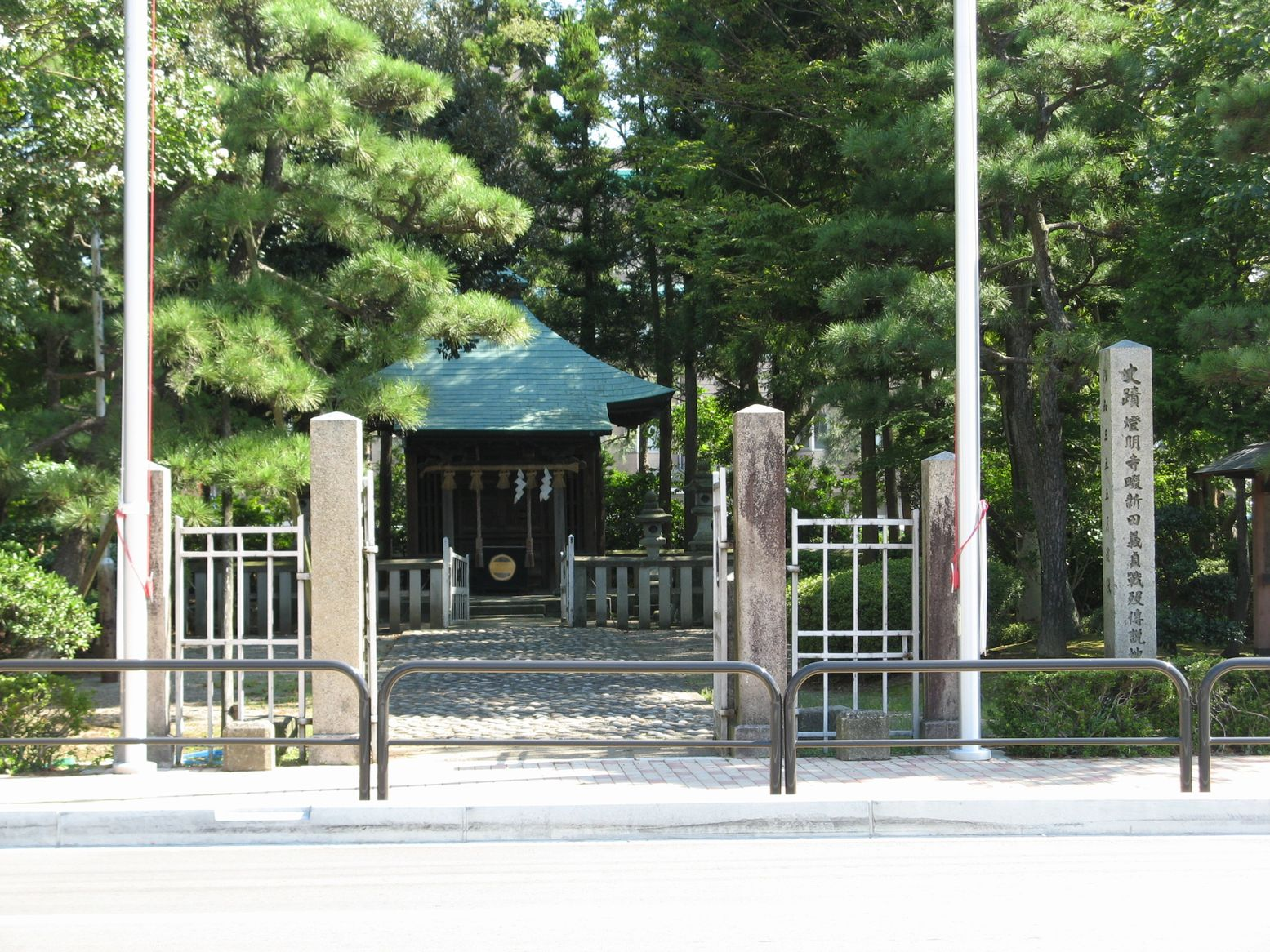
燈明寺畷新田義貞戦歿伝説地（福井市新田塚町）

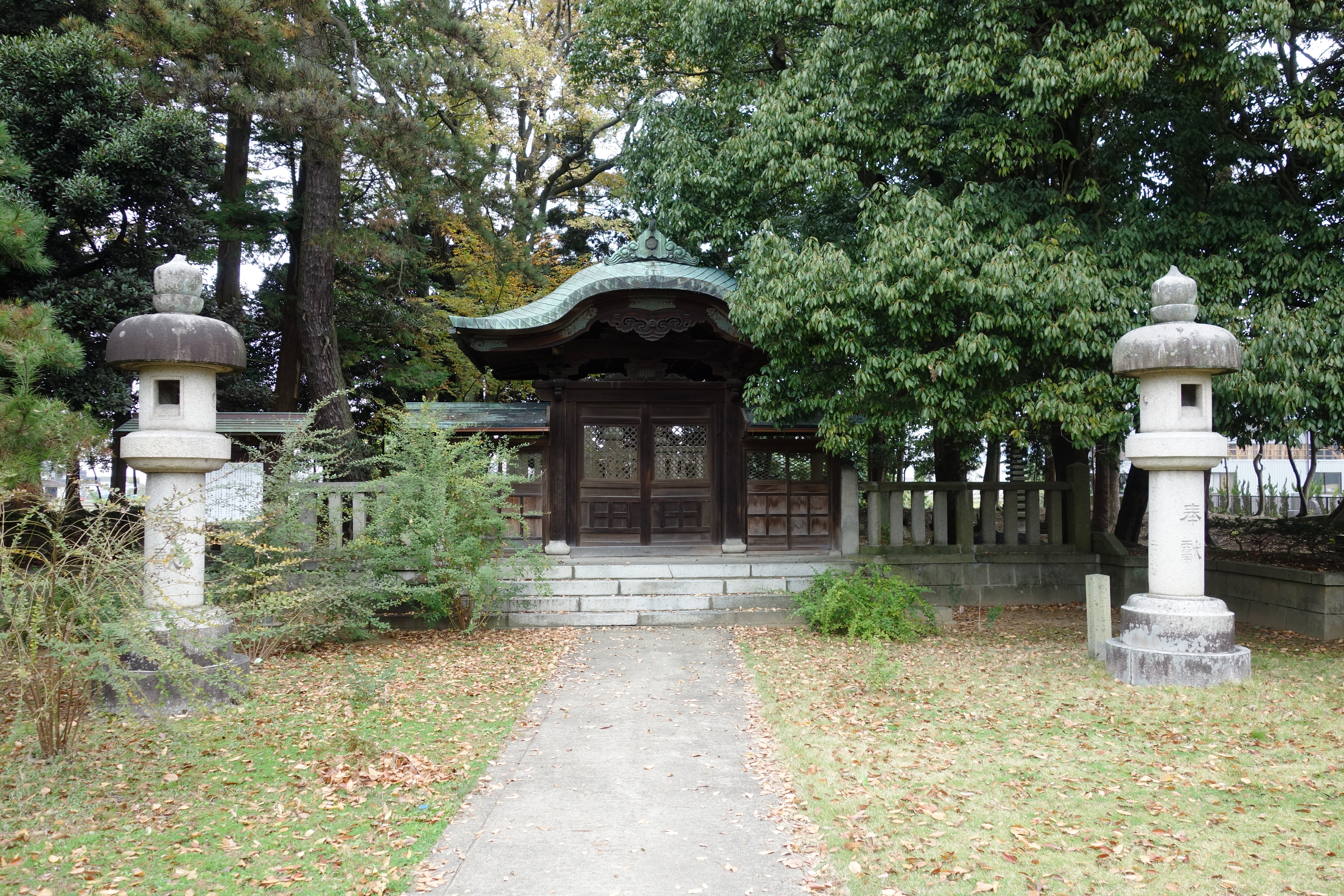
称念寺 義貞公墓所（福井県坂井市）

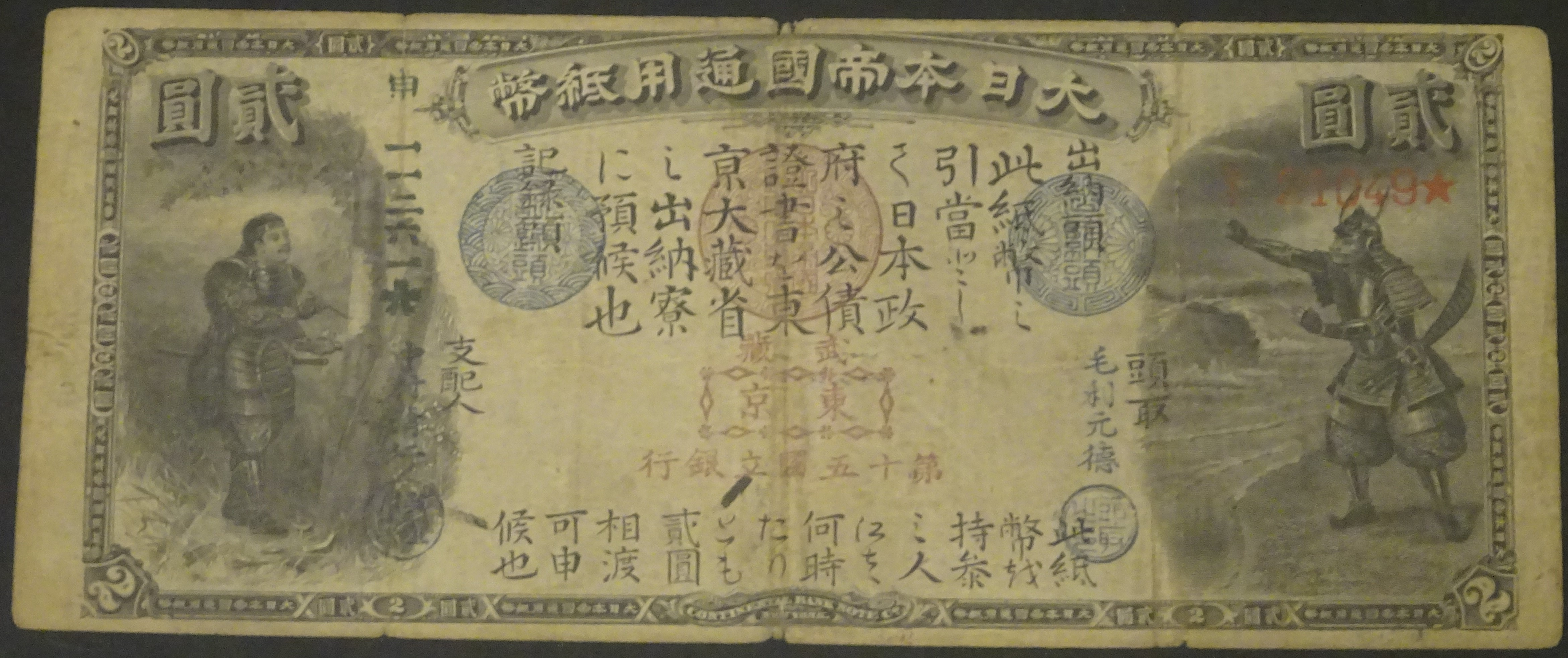
国立銀行紙幣二円券の表に描かれた新田義貞（右、左は児島高徳）

義貞の首級は京都に送られ、『太平記』によると「朝敵の最たるもの、武家の仇敵の第一」として都大路を引き回されたのち、獄門に掛けられた。獄門に掛けられた首を見た人々の中には義貞の恩恵を受けた人も多く、そういった人々は見るに堪えず嘆き悲しんだのだという。
なお、鎌倉幕府滅亡時に入手した清和源氏累代の家宝である名刀「鬼切」「鬼丸」も足利氏の手に渡る。
義貞の死は足利家との武家の棟梁をめぐる一連の争いに終焉を齎したともに、南朝側にとっては北畠顕家の戦死と相まって決定的な打撃であった。その死後、義貞の息子らも戦乱に斃れ、観応の擾乱以後の情勢は徐々に南朝の劣勢へと傾いていった。年月日不明ながら、義貞は南朝側から正二位・大納言の官位を追贈された。
なお、江戸時代の明暦2年（1656年）にこの古戦場を耕作していた百姓嘉兵衛が兜を掘り出し、福井藩主・松平光通に献上した。象嵌が施された筋兜で、かなり身分が高い武将が着用したと思われ、福井藩軍法師範・井原番右衛門による鑑定の結果、新田義貞着用の兜として越前松平家にて保管された。また、光通は万治3年（1660年）に兜が発見された場所に「暦応元年閏七月二日 新田義貞戦死此所」刻んだ石碑を建てた。このことから、この地は「新田塚」と呼ばれるようになった。
義貞の死から500年以上後の明治維新後、義貞および南朝側の諸将は朝廷のために尽し続けた「忠臣」「英雄」として再評価されるようになった。
明治3年（1870年）、福井知藩事・松平茂昭は新田塚に祠を建てた。明治9年（1876年）には義貞を主祭神とし、彼の3人の息子、弟の脇屋義助、および一族の将兵を祀る「藤島神社」として別格官幣社に列された（建武中興十五社を参照）。このとき、義貞着用の兜が福井松平家（松平侯爵家）より神社宝物として献納された。兜は、明治33年（1900年）旧国宝（現行法の「重要文化財」に相当）に指定され、昭和25年（1950年）の文化財保護法施行後は国の重要文化財となっている。ただし、兜の実際に製作された時期については、甲冑研究家の山上八郎らによって、室町時代末期との鑑定が下されている（詳細は藤島神社の該当項を参照のこと）。
明治6年（1873年）8月発行の国立銀行紙幣二円券の表面には、稲村ヶ崎にて太刀を海中に投じる新田義貞の図が、桜の幹に後醍醐天皇を励ます漢詩を書き記す児島高徳の図とともに描かれた。
明治15年（1882年）8月7日に義貞は正一位を贈位された。

## 評価
『太平記』（1370年ごろ完成）においては、前半の主人公の一人とも言える存在である。同僚の楠木正成がその計略を陳平・張良に喩えられるのに対し、義貞はその将才を韓信に喩えられる。『太平記』ではその死について、雑兵に討ち取られた点を戦略的に批判されるが、京都の民衆や実在不明の愛人からはその死を深く悼まれるなど感情的には同情的な論調で描かれており、山本隆志は巻20全体が『太平記』成立時点での京都人の感情を反映し、義貞を追悼して書かれたものではないかと推測している。
鎌倉末期から南北朝の混乱の時代にあって、足利尊氏の対抗馬であり好敵手でもあったという評価がある。こうした評価は足利氏寄りの史書『梅松論』（14世紀半ば）に早くも現れ、義貞は「疑なき名将」として登場し、同書中では楠木正成さえも軍事的才能については義貞に一目置いており、義貞は「関東を落す事は子細なし」（鎌倉幕府を滅ぼす程度は容易くできる）と正成の口から絶賛される。尊氏に仕えた武将が記した『源威集』（14世紀後半）でも「建武ニ義貞、文和ニ将軍（中略）共ニ名将」と、義貞と尊氏が同格の名将として並称されている。山本は、歴史上の義貞も関東の地形や北条軍の配置を熟知していたと見られ、特に分倍河原の戦いでの優れた差配が、元弘の乱の関東方面での後醍醐勢力勝利への転換点となったことを指摘する。その一方で、『梅松論』に登場する正成は、人望については、義貞よりも尊氏の方がより多くを集めていると義貞を低く評価する。この点について、山本は、義貞には戦は武士のものという鎌倉武士的な固定観念があり、公家大将と連携が取れず、また寺社勢力との繋がりが弱かったという弱点があったのではないかとしている。

## 伝説・創作

### 勾当内侍との恋愛

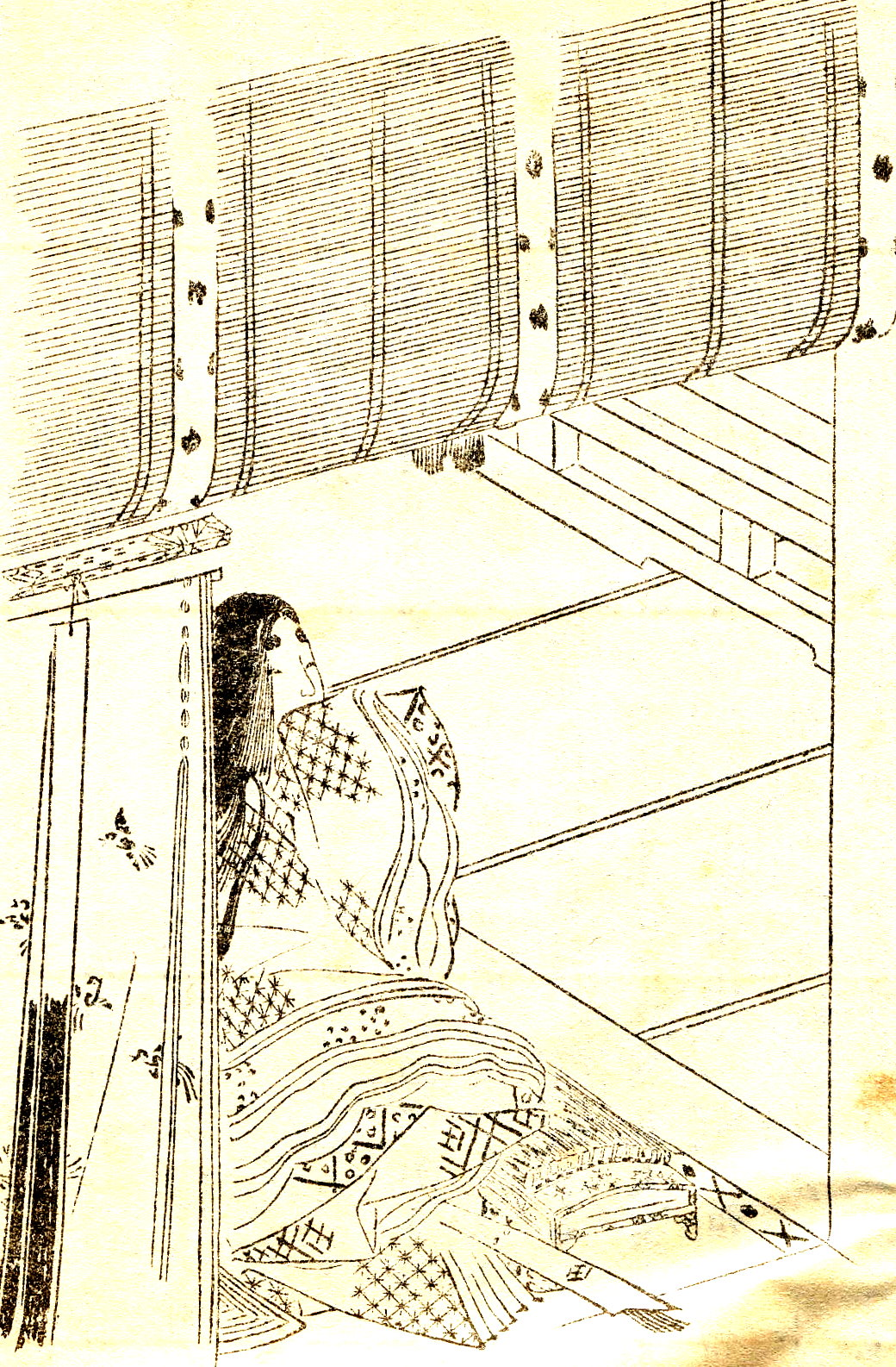
勾当内侍（『前賢故実』より）

建武の乱で播磨国に対する遅れた出兵について、『太平記』は、藤原行房の娘・勾当内侍との色恋沙汰にうつつをぬかしていたと叙述し、これゆえ勝機を逃したと批判している。しかし、勾当内侍との色恋沙汰により出陣が遅れたことについては、太平記以外に明確な典拠がなく、創作の可能性も高い。また、近年では勾当内侍の存在自体を疑問視する声もある。
『太平記』では、義貞が討ち死にすると、京に残されていた勾当内侍は義貞の首を見てその場で泣き崩れ、髪を剃り落して尼となり、義貞の菩提を弔うことに費やしたと描かれている。

## 子孫
室町時代を通じて新田氏は「朝敵」「逆賊」（いずれも北朝から見て）として討伐の対象となった。
義貞の直系は、応永年間に義宗の子・新田貞方が捕縛され、長子の貞邦と共に鎌倉で処刑され、断絶した。ただし、貞方の庶子とされる堀江貞政は堀江氏を称し、武蔵国稲毛に逃れたとする伝承があり、この堀江氏の子孫は後北条氏に仕えた。さらに、別の庶子と伝わる中村貞長は陸奥に逃れ、中村氏を称したとする伝承があり、この中村氏の子孫は伊達氏に仕えた。庶流として藤沢氏などが出たとされる。また、義宗の庶子とする新田宗親（得川親季?）の子孫も存続しているとする説がある。
一方、一族の岩松満純（『系図纂要』などでは義宗と岩松満国の妹との間の子とするほか、出自に諸説ある）も新田義宗の子を自称し、岩松氏の養子に迎えられたと称した。満純の子孫である岩松氏礼部家は、岩松氏の別流京兆家との争いを勝ち抜き、新田氏の故地である新田金山城を本拠とした。しかし、戦国時代には岩松氏は重臣の横瀬氏（由良氏）に下克上されて没落した。新田一族の世良田・得川氏の後裔と称する徳川家康が関東に入部したとき、岩松氏の当主守純が召し出されて新田氏の系図の提出を求められた際にこれを拒否したため、守純は徳川氏の直臣となったが禄高はわずか20石を与えられただけであった。岩松氏は守純の孫秀純の代に、表面上は新田宗家として交代寄合の格式を与えられながら、新田氏を名乗ることは許されず、禄高も100石加増されただけで、交代寄合としては最低格の合計120石を知行するだけであった。江戸時代、岩松氏は交代寄合に準ずる家（交代寄合衆四州に準ずる家）として細々と続いた。
また、岩松氏の執権で戦国時代に主家を下克上した横瀬氏も新田政義・義貞・義宗の子孫を自称し、明治維新後に新田氏に復姓している。
明治維新後に岩松氏、由良氏ともに明治政府に義貞の子孫として認定され、新田氏に復姓した。いずれが新田氏の嫡流かを巡って争った末、岩松氏が嫡流と認められ、華族として男爵に叙されている。
女系では千葉氏胤室となった娘が氏胤との間に満胤を儲けており、満胤以降の千葉氏宗家にその血統を伝えている。
『熊谷家伝記』の伝承によれば、坂部熊谷家の初代熊谷貞直は、三河熊谷氏の祖である熊谷直重の娘、常盤と新田義貞との間の子であるとされている。

## 史跡・墓所・記念碑
遺品・史跡

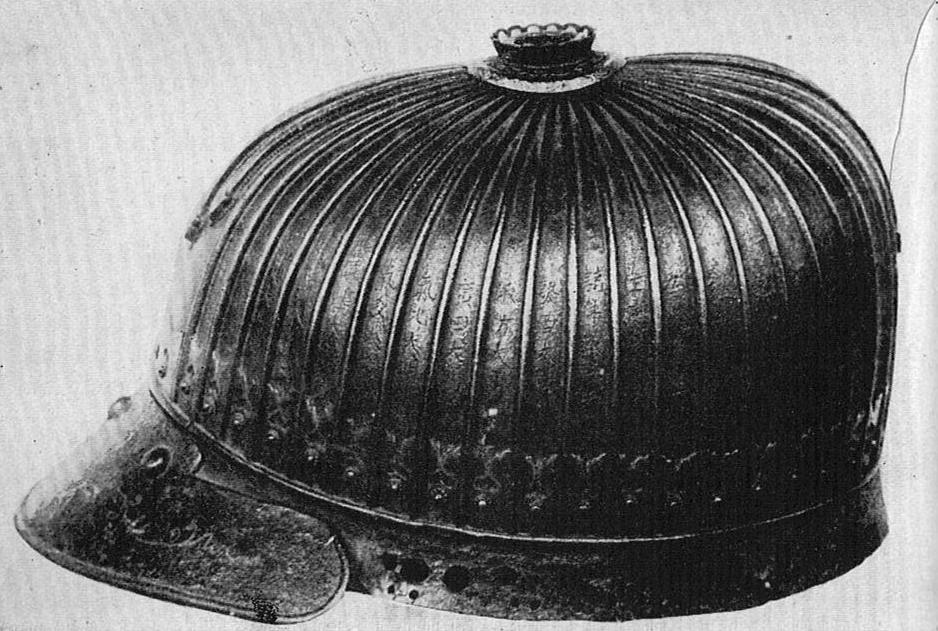
義貞所用と伝わる四十二間筋兜。藤島神社蔵。

- 遺品として、前述の兜がある。出土地には福井藩主松平光通により「新田義貞戦死此地」の碑が建てられ、同地は大正13年（1924年）に「燈明寺畷新田義貞戦歿伝説地」の名称で国の史跡に指定された。「新田塚」という地名も残っているが、兜および戦没地を義貞ゆかりのものとすることについては、異論がある（詳細は藤島神社の該当項および燈明寺畷新田義貞戦歿伝説地の該当項を参照のこと）。
- 群馬県太田市新田反町町896にある反町薬師（真言宗 瑠璃山 妙光院 照明寺）は、新田義貞の挙兵時の屋敷跡と伝えられ、「反町館跡」とも呼ばれる。館跡は「新田荘遺跡」の一部として平成12年（2000）年に国の史跡に指定されている。

塚・墓

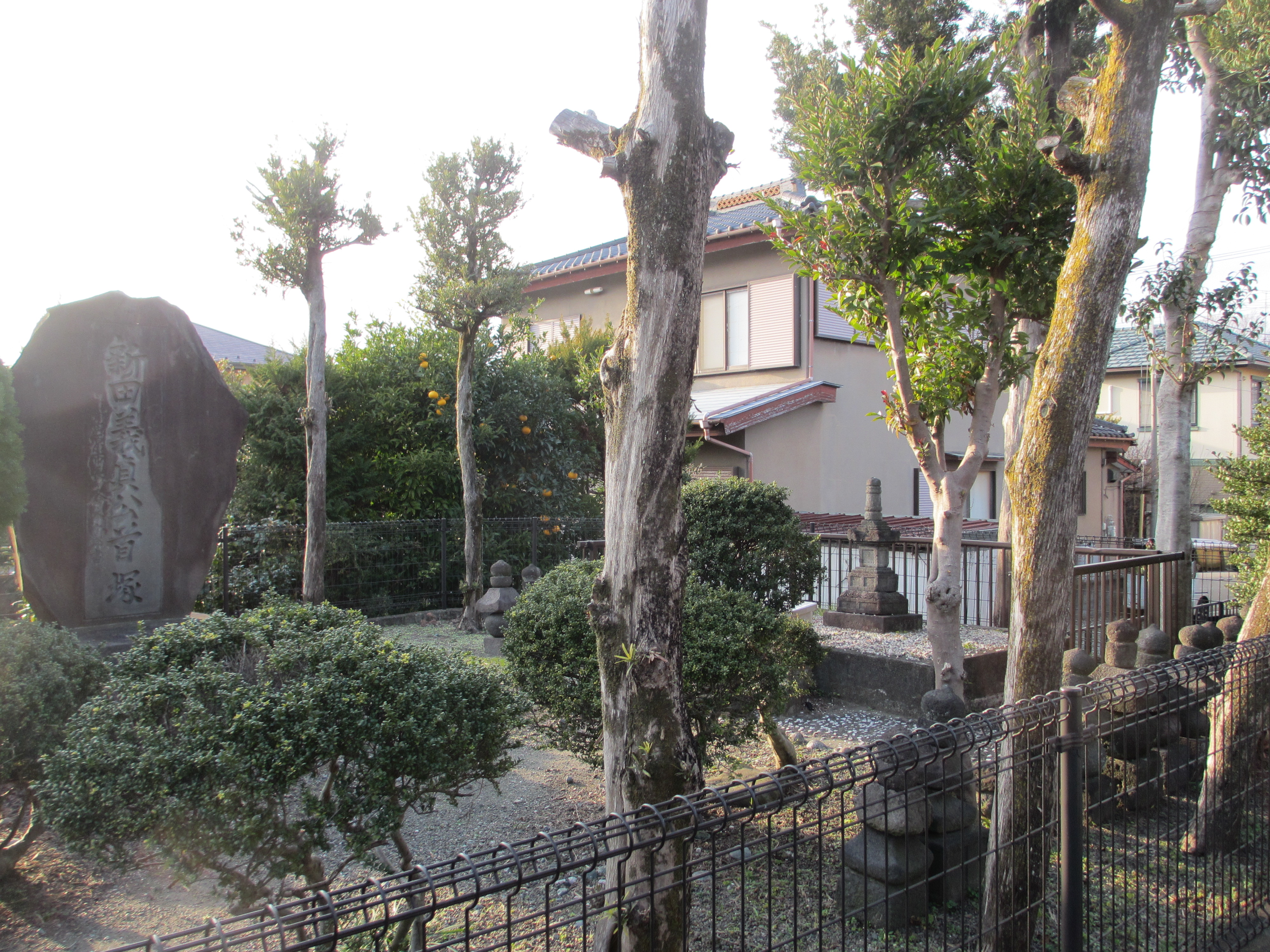
新田義貞公首塚、小田原市東町4‐5小田原東高校前バス停近く

- 京都府京都市右京区にある滝口寺に新田義貞の首塚がある。
- 茨城県龍ケ崎市若柴町の金竜寺に、新田義貞の墓がある。
- 神奈川県小田原市東町に新田義貞の首塚がある。
- 埼玉県所沢市上山口2203の山口観音（金乗院）には、鎌倉入りして忠誠を尽くした後、寺を守護し余世を送ったという新田義貞公霊馬のお堂がある。

銅像・顕彰
- 群馬県太田市世良田町の東毛歴史資料館前に銅像が建てられている。これは昭和40年代に寄贈された銅像で、当初は上武道路の新上武大橋群馬県側に設置が検討されたが、工事の遅れによりまず尾島町役場前に置かれた。昭和60年（1985年）の東毛歴資料館開館時に、同地に正式に設置された。
- 義貞挙兵の地である生品神社（太田市新田市野井町）の境内にも銅像が建てられている。初代は昭和16年（1941年）に造られ、昭和58年（1983年）に同地に設置されたが、平成22年（2010年）2月に盗難され行方不明になる。その後再建活動が行われ、平成24年（2012年）5月8日に新たな銅像の除幕式が行われた[213]。
- 東京都府中市の分倍河原駅（京王電鉄京王線・JR南武線）前ロータリーにも騎馬像がある[214]。
- 義貞の旗「中黒古旗（なかぐろこき）」が再現され、群馬県の桐生織物記念館に展示された[215][216]。